# М62 (тепловоз)
М62 (Motor (Motormozdony), 6-осный, тип 2) — семейство грузопассажирских тепловозов. Первая модель семейства разработана для эксплуатации в Венгрии (ВНР). Тепловозы выпускались Луганским (Ворошиловградским) тепловозостроительным заводом (ЛТЗ) с 1964 года (серийно на экспорт — с 1965 года, для МПС СССР — с 1970 года). Для поставок МПС СССР было выбрано обозначение по стандартному ряду ЛТЗ — серия ТЭ112 (тепловоз с электрической передачей, тип 112), однако в итоге было сохранено венгерское обозначение. М62 стал первым магистральным тепловозом, поставляемым СССР на экспорт. В некоторых странах (например, в Польше, Чехословакии и Венгрии) эти машины, имеющие обозначения по своим стандартам, стали основными сериями локомотивов. В 1980-х годах появились новые модификации унифицированных тепловозов, как правило имеющих в обозначении букву У (в настоящей статье их совокупность именуется как подсемейство М62У или М62У<в/и>).

## История создания и выпуска

### Предпосылки к созданию
В начале 1960-х годов на железных дорогах стран Восточной Европы в области перехода к тепловозной тяге наблюдалось отставание от таких стран, как США, Великобритания, Дания, СССР. В 1960 году в Венгрию для ознакомления прибыл тепловоз шведской фирмы Nydqvist & Holm AB (Nydqvist och Holm AB, или NOHAB). Это был дизельный локомотив с электрической передачей, выпущенный этой компанией по лицензии американской компании General Motors. Тепловозы этого семейства к тому времени уже хорошо зарекомендовали себя на железных дорогах Дании, Норвегии, Бельгии и Люксембурге. Руководство Венгерских железных дорог (Magyar Allamvasutak, или MÁV) было заинтересовано получить такие машины. Вскоре MÁV и NOHAB договорились о поставках, и в 1963 году в Венгрию прибыли 20 тепловозов этого семейства. Его обозначение — M61 — формировалось по тому же принципу MÁV (то есть первый тип шестиосного тепловоза).
Однако, в соответствии с рекомендациями Совета экономической взаимопомощи (СЭВ), было принято решение о необходимости строить магистральные тепловозы на советских заводах. Потому для поставок в Венгрию было решено поручить Луганскому тепловозостроительному заводу (ЛТЗ) спроектировать локомотив, менее мощный и более лёгкий, чем выпускавшийся в СССР тепловоз ТЭ10.
В 1961 году, практически одновременно с началом сотрудничества MÁV и NOHAB, дирекция локомотивной службы железных дорог Венгрии и советская внешнеторговая организация «Машиноимпорт» начали переговоры о поставках тепловозов из СССР. В результате этого 15 ноября 1963 года был заключён контракт № 50/93082-464/9272 на поставку тепловозов M62. Советский союз работал на опережение — за несколько месяцев до этого, 27 февраля 1963 года, Государственным комитетом тяжёлого, энергетического и транспортного машиностроения уже было утверждено техническое задание (ТЗ) на проектирование тепловоза для Венгрии. ТЗ было согласовано со Всесоюзным научно-исследовательским тепловозным институтом (ВНИТИ, позже ВНИКТИ), а также с Центральным научно-исследовательским институтом Министерства путей сообщения (ЦНИИ МПС, позже Всероссийский научно-исследовательский институт железнодорожного транспорта, или ВНИИЖТ).
Разработанный на ЛТЗ технический проект утверждался поэтапно различными организациями (Донецким Совнархозом, Государственным комитетом Совета министров УССР и Государственным комитетом тяжёлого, энергетического и транспортного машиностроения), в период с 29 мая по 29 июня 1963 года. Ещё до утверждения технического проекта, а именно 6 мая 1963 года, ВСНХ СССР выдал распоряжение № 50рс, а 13 мая того же года Совет министров УССР — постановление № 639-72рс, в соответствии с которыми ЛТЗ должен был изготовить два опытно-промышленных образца (прототипа) тепловоза М62.

### Выпуск и модификации
Тепловозы семейства М62 могли иметь в своём составе от одной до трёх секций, и, как было сказано  выше, поставлялись в разные страны. Назвать точное количество выпущенных локомотивов семейства затруднительно, приблизительно оно оценивается в 7250 секций.

#### Прототипы

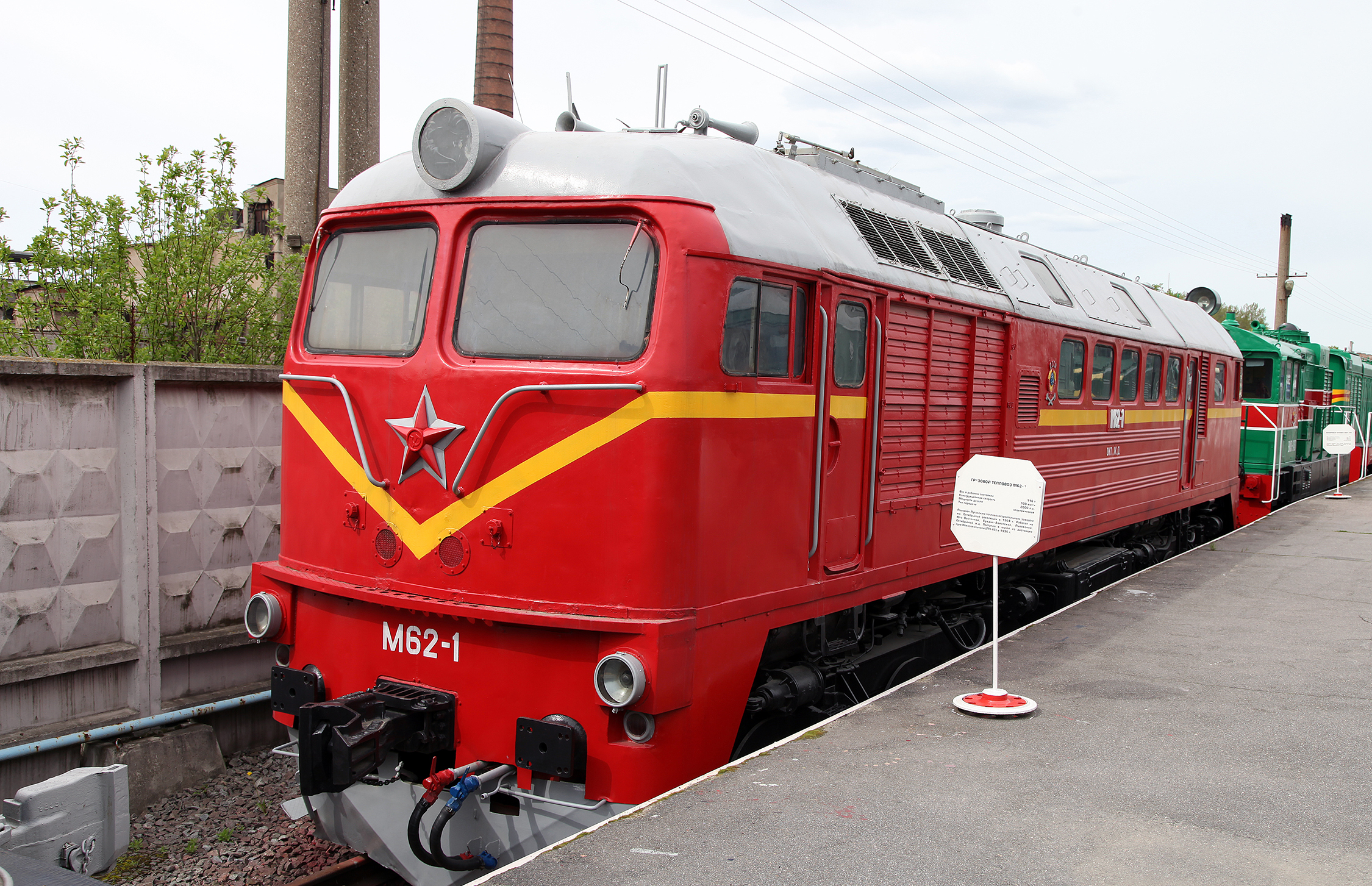
Сохранённый M62-1

Опытные локомотивы были построены в 1964 году и получили порядковые номера, состоящие из одной цифры (1 и 2). Они предназначались для проведения испытаний на сети железных дорог МПС СССР. Таким образом, как М62-1, так и М62-2 создавались, с одной стороны, с учётом требований венгерских технических условий, а с другой — с учётом особенности работы на советских путях (ширина колеи, автосцепка и прочее).
До начала государственных испытаний проводились различные работы по подготовке локомотивов. Например, на самом ЛТЗ проведены заводские испытания, а также прошла обкатка с эксплуатационным пробегом 5000 км. Замерили уровни шума и вибрации. Провели прочностные испытания экипажной части локомотива. Определили массу тепловозов. Провели стендовые испытания основных узлов и систем, статические и динамические испытания рамы и кузова на механическую прочность. На харьковском заводе «Электротяжмаш» проводились испытания элементов электрооборудования. На Коломенском заводе проходили межведомственные испытания дизельного двигателя в объёме 1500 часов.
Провели патентные исследования касаемо промышленности Венгрии, согласно которым при создании М62 не были затронуты какие-либо авторские свидетельства или патенты из числа зарегистрированных в ВНР.
Для проведения государственных испытаний было решено привлечь депо Лиски Юго-Восточной железной дороги. 8 июня 1964 года туда прибыл М62-2, который подвергся эксплуатационным и ремонтным испытаниям. Он водил грузовые поезда по участкам Лиски — Валуйки, Лиски — Поворино и Лиски — Отрожка. Масса гружёных составов достигала отметок от 1800 до 2000 т, порожних — несколько меньше. В то же время для двухсекционных тепловозов ТЭ3 на тех же участках этот показатель составлял от 2800 до 3200 т. Общий пробег М62-2 в конце испытаний составил 100 185 км, с проведением трёх малых и одного большого периодических ремонтов.
Вслед за вторым образцом, 18 сентября 1964 года, ЛТЗ предоставил для прохождения государственных испытаний тепловоз М62-1. Он подвергся тягово-теплотехническим и тормозным испытаниям.
При проведении тормозных испытаний возник вопрос об условиях их проведений. Оба опытных образца (М62-1 и М62-2) были оборудованы советской тормозной системой, в то время как на образцы, поставляемые в Венгрию, должны были иметь тормозное оборудование Knorr, поставляемое на ЛТЗ заказчиком. В итоге было решено подвергнуть тормозным испытаниям один из поставочных образцов (им стал M62-002, который не следует путать с вышеупомянутым М62-2). После этих экспериментов был сделан вывод, что тормозная система соответствует требованиям, заявленным в технических условиях, однако при плохих погодных условиях мог возникать юз. Причиной этого явления комиссия называла особенности тормозной системы Knorr.
Другим слабым местом тепловоза стал уровень шума. Сначала замеры были проведены на М62-1. Экспортный образец M62-002 получил кабины с улучшенной звукоизоляцией, на нём также провели замеры уровней шума. Однако и в этом случае требуемые результаты не были достигнуты. Показатели снизились до 92,5 дБ в кабине А и до 95,0 дБ в кабине Б, в то время как в технических условиях уровень шума в кабине машиниста не должен был превышать 82,0 дБ. Комиссия предложила ЛТЗ обсудить этот вопрос с венгерской стороной, с ссылкой на то, что для тепловозов СССР и прочих стран СЭВ полученные показатели являются нормой, и что заявленный в технических условиях уровень шума на то время на дизельном локомотиве получить было практически невозможно. Параллельно было предложено уточнить и норму по уровню шума снаружи тепловоза, который рекомендовалось установить на уровне приблизительно 100 дБ — с учётом проведённых испытаний.
Акт о приёмке тепловозов (то есть о завершении испытаний) был утверждён 31 марта 1965 года заместителем председателя Государственного комитета тяжёлого, энергетического и транспортного машиностроения при Госплане СССР М. Н. Щукиным. В нём значилось: «Государственная комиссия считает предъявленные опытно-промышленные образцы тепловоза М62 принятыми для промышленного производства и поставки тепловозов М62 на экспорт». С этого момента можно было начинать серийное производство тепловоза, которое началось в том же году; сначала строились только экспортные модификации.
Оба тепловоза остались для эксплуатации в СССР.

#### Экспортные модификации
Тепловозы данного семейства различались главным образом в исполнении отдельных узлов и агрегатов (в зависимости от требований конкретных операторов), например, профилей бандажей колёсных пар, буферных фонарей, ударно-тяговыми устройствами, системами безопасности и радиосвязи и тому подобное. В целом технические характеристики в расчёте на секцию были идентичны.
Обычно тепловозы поставлялись под обозначением, присвоенным по правилам конкретного эксплуатанта; система порядковых (эксплуатационных) номеров для него тоже была индивидуальной. При этом ЛТЗ вёл и общий учёт секций. К примеру, первая партия тепловозов для MÁV (в количестве 52 машин) имела маркировку от M62-001 до M62-052, а следующая партия (из четырёх машин) поставлена для польского оператора PKP с маркировкой ST44-001, ST44-002, ST44-003 и ST44-004. В то же время эти четыре тепловоза имели заводские номера, следующие за первой (венгерской) партией, то есть 053, 054, 055 и 056 (порядковые номера для MÁV с 001 по 052 совпали с заводскими).
Локомотивы поставлялись главным образом в страны Восточной Европы. Наибольшее количество (почти 1200 секций) получила Польша. Для передачи локомотивов в депо Королёво Львовской железной дороги был построен пункт подготовки. Прибывающие туда тепловозы расконсервировались, в случае поставок для работы на европейской колее переставлялись на подготовленные тележки, после чего происходила передача принимающей стороне. Далее тепловозы следовали до приграничной станции Чоп, откуда распределялись по пунктам назначения.

##### M62 для MÁV и GYSEV

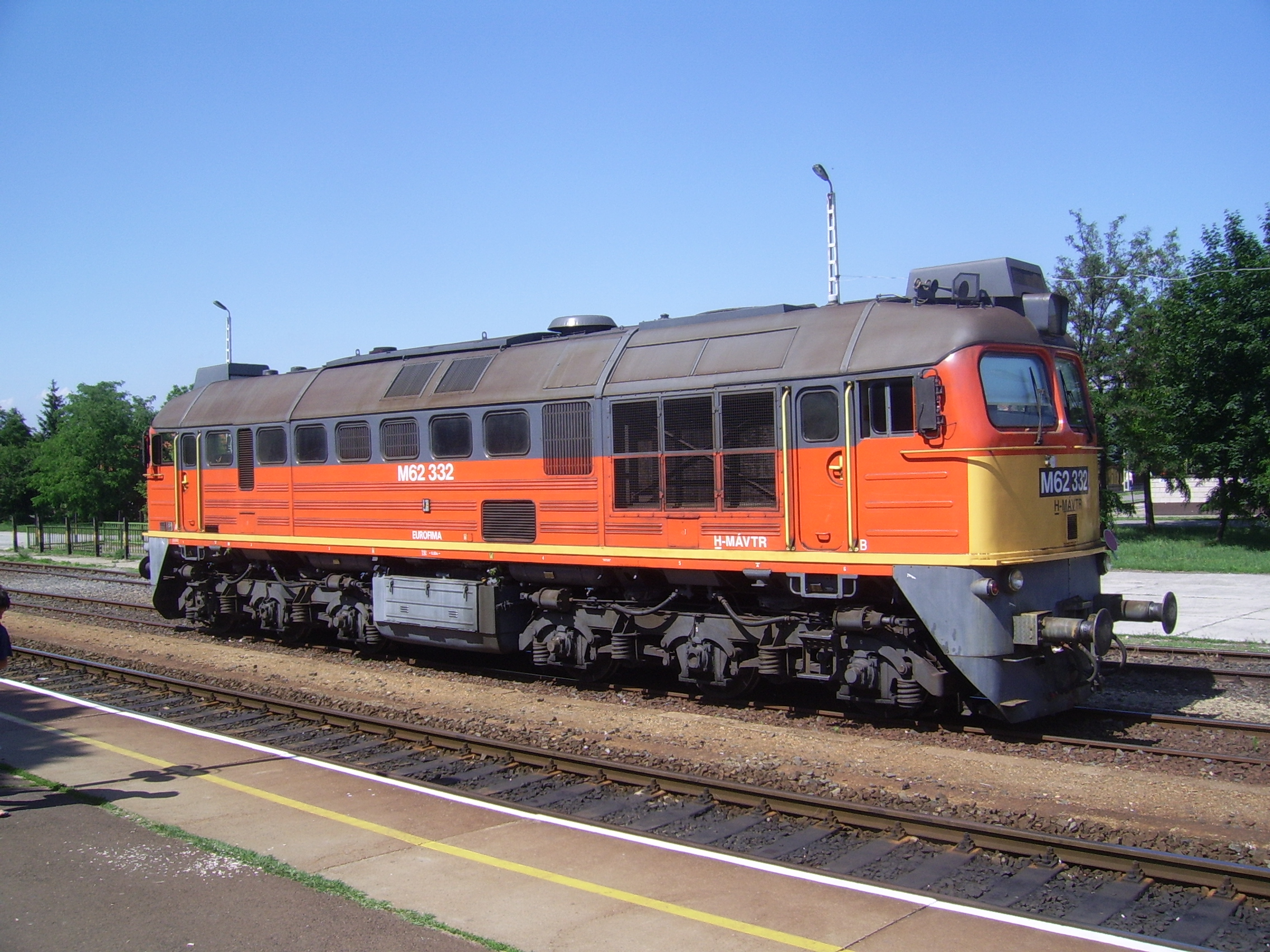
M62-332 на станции Оча

Первая модификация, производимая серийно. В Венгрию поставлялась, как и было определено ранее, под обозначением M62, с присвоением порядковых номеров, начиная от 001 (то есть первые два локомотива в поставке были отмечены как M62-001 и M62-002, наличие двух нулей в номере отличало их от опытно-промышленных М62-1 и М62-2). Первый локомотив (с номером 001) был передан представителям MÁV 27 апреля 1965 года. Некоторые тепловозы поставлялись MÁV с тележками русской колеи для работы на ширококолейных участках на территории Венгрии. Часть машин европейской колеи поставлялась для венгерской железной дороги Győr–Sopron–Ebenfurti Vasút (GYSEV). Это отразилось на номерных рядах M62, поставляемых в ВНР. Тепловозы с тележками колеи 1435 мм для MÁV получили в итоге номера от 001 до 270 (всего 270 машин, годы постройки с 1965 по 1968 и с 1971 по 1974). Тепловозы с тележками колеи 1524 мм получили номера от 501 до 518 (всего 18 машин, годы постройки 1970, 1974, 1978). Тепловозы для GYSEV имели тележки колеи 1435 мм и получили номера от 901 до 906 (всего шесть машин, год постройки 1972). Таким образом, в Венгрию поставлено 270+18+6=294 тепловоза серии.

##### ST44 для PKP и M62 для Польши

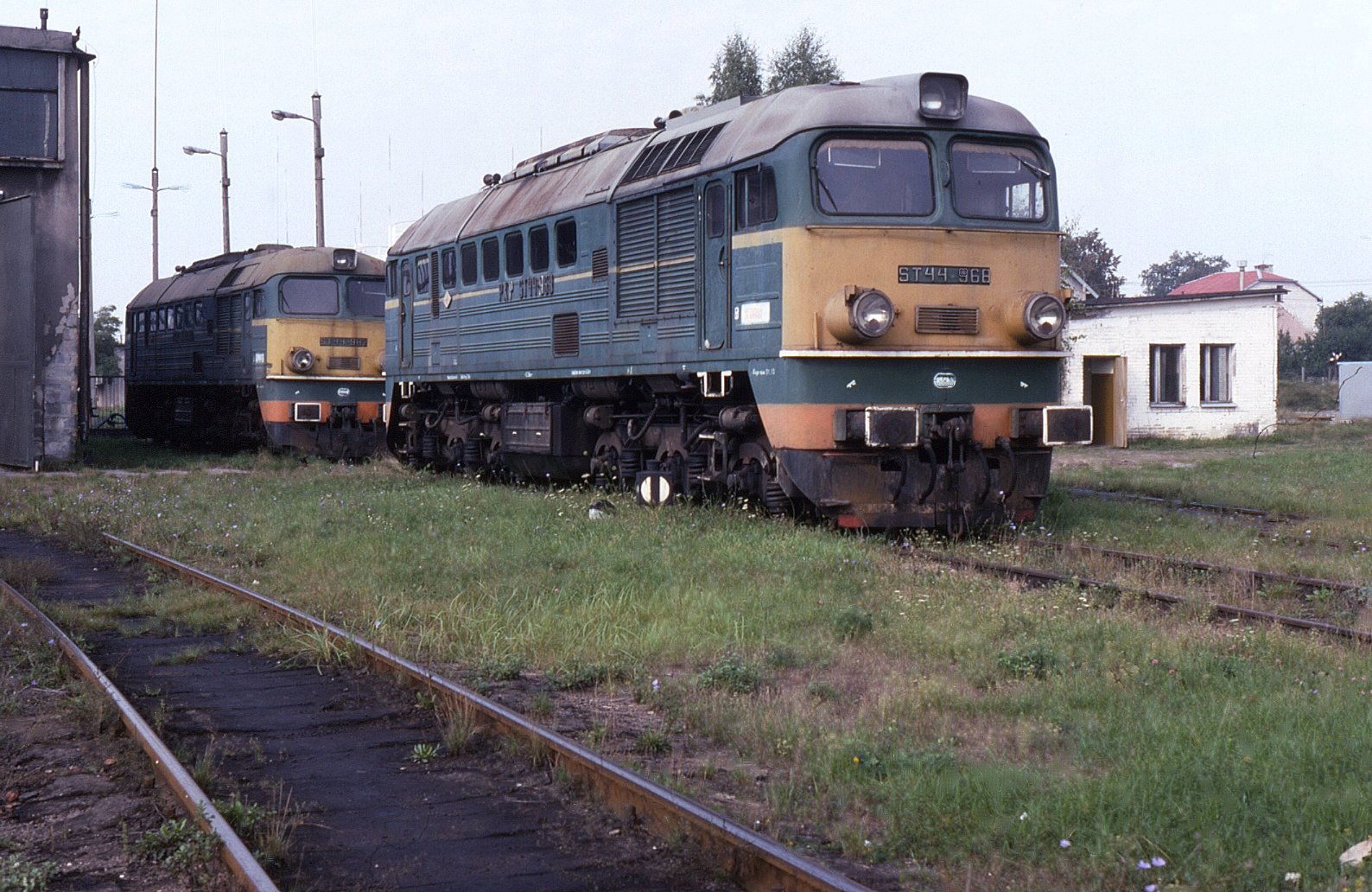
ST44-968 в депо Остроленка

Следующей страной, для которой подготовили M62, стала Польша (ПНР). Как и в случае с ВНР, часть тепловозов поставлялась с тележками русской колеи. Отличительной особенностью большинства тепловозов для Польши стали круглые буферные фонари большого диаметра, по размеру сопоставимые с прожектором в соответствии с действовавшими в то время требованиями к светосигнальным приборам подвижного состава в Польше, которые размещались выше уровня главной рамы по середине высоты кабины, а не в верхней части путеочистителя непосредственно над буферами, как у других локомотивов серии. Первые тепловозы серии, по правилам Польских государственных железных дорог (Polskie Koleje Państwowe, или PKP) получившей обозначение ST44, были построены уже в 1965 году; первый из них (ST44-001) прибыл в Польшу 4 января 1966 года. Распределение номеров ST44 было следующим. Локомотивы для работы на колее 1435 мм получили номера от 001 до 1113, а также отдельный номер 1500, который получил экспериментальный ST44 с бесчелюстными тележками (всего 1114 машин, годы постройки с 1965 по 1988). Тепловозы русской колеи получили номера от 2001 до 2068 (всего 68 машин, годы постройки с 1977 по 1980). Кроме того, для промышленных предприятий Польши под обозначением M62 поставлялись тепловозы колеи 1435 мм, получившие двухзначные номера (от 01 до 09), в отличие от прототипов (с одноцифровыми номерами) и первых образцов для ВНР (с трёхзначными номерами). Всего поставлено девять таких машин, годы постройки в интервале с 1972 по 1979). Таким образом, в Польшу поставлено 1114+68+9=1191 тепловоз семейства.

##### T679.1 и T679.5 для ČSD

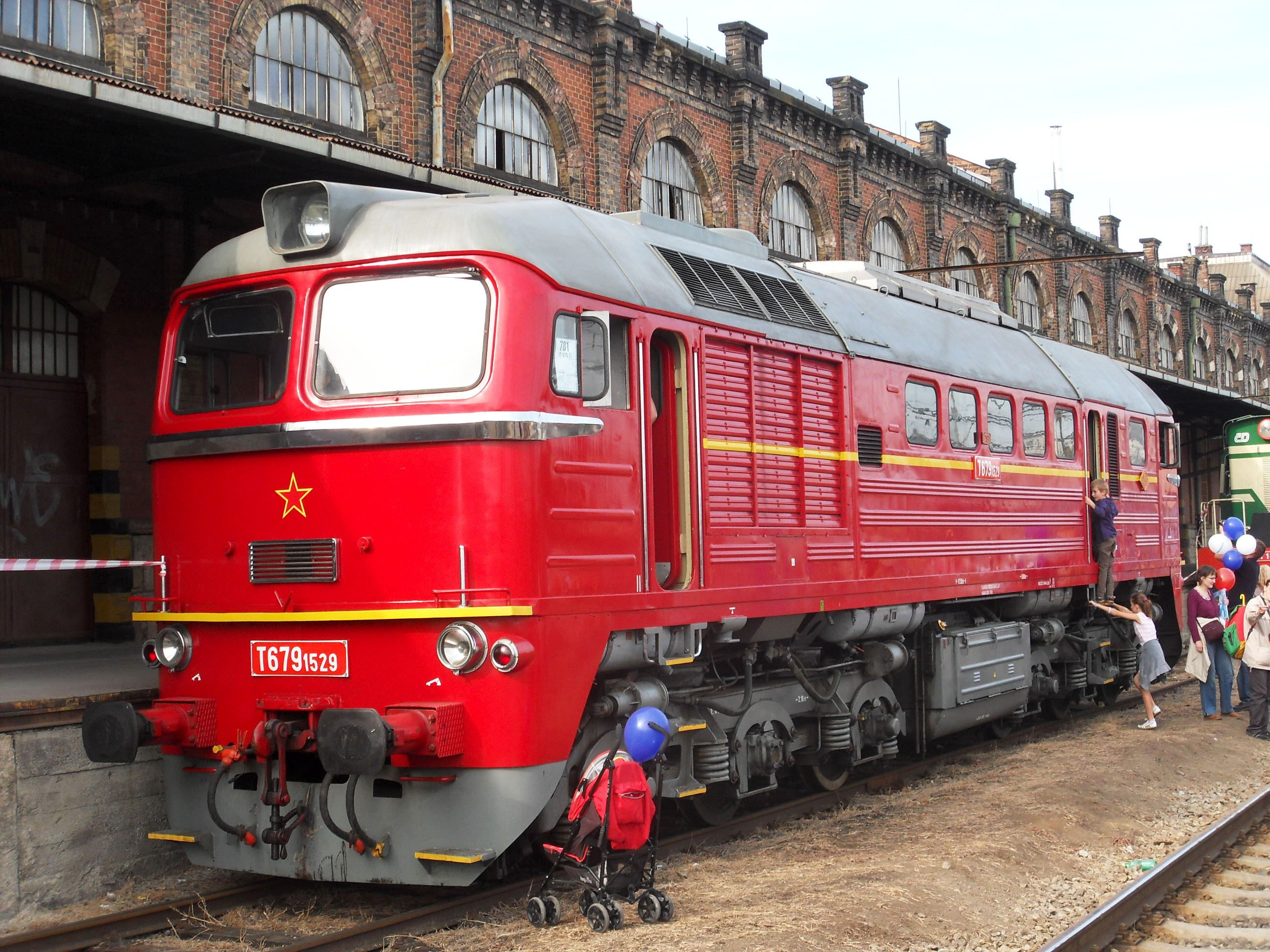
T679.1529 (ретро-локомотив) на станции Брно

С 1966 года началась постройка и поставка тепловозов данного семейства для Чехословакии (ЧССР). Обозначение присвоено по правилам Чехословацких государственных железных дорог (Československé státní dráhy, или ČSD). Ситуация с их распределением по стране в целом похожа на возникшую в Польше (локомотивы поставлялись и на колею 1435 мм (ČSD серия T679.1) и на 1524 мм (ČSD серия T679.5), а отдельная партия предназначалась для промышленных линий). Однако, в отличие от M62 для польской промышленности, промышленные образцы для ЧССР имели тележки русской колеи и имели такое же обозначение серии, что и для ČSD (то есть T679.5). Локомотивы T679.1 получили номера от 001 до 374 и от 400 до 600 (всего 575 машин, годы постройки с 1966 по 1979). Локомотивы T679.5 получили номера от 001 до 027, причём первые 25 номеров принадлежат партии 1966 года постройки для общего назначения, а последние два номера из этого ряда получили вышеупомянутые локомотивы для промышленности. Таким образом, в Чехословакию поставлено 575+25+2=602 тепловоза семейства (600 машин общего назначения и две для промышленности).

##### V200 для DR (120 DR, 220 DB)

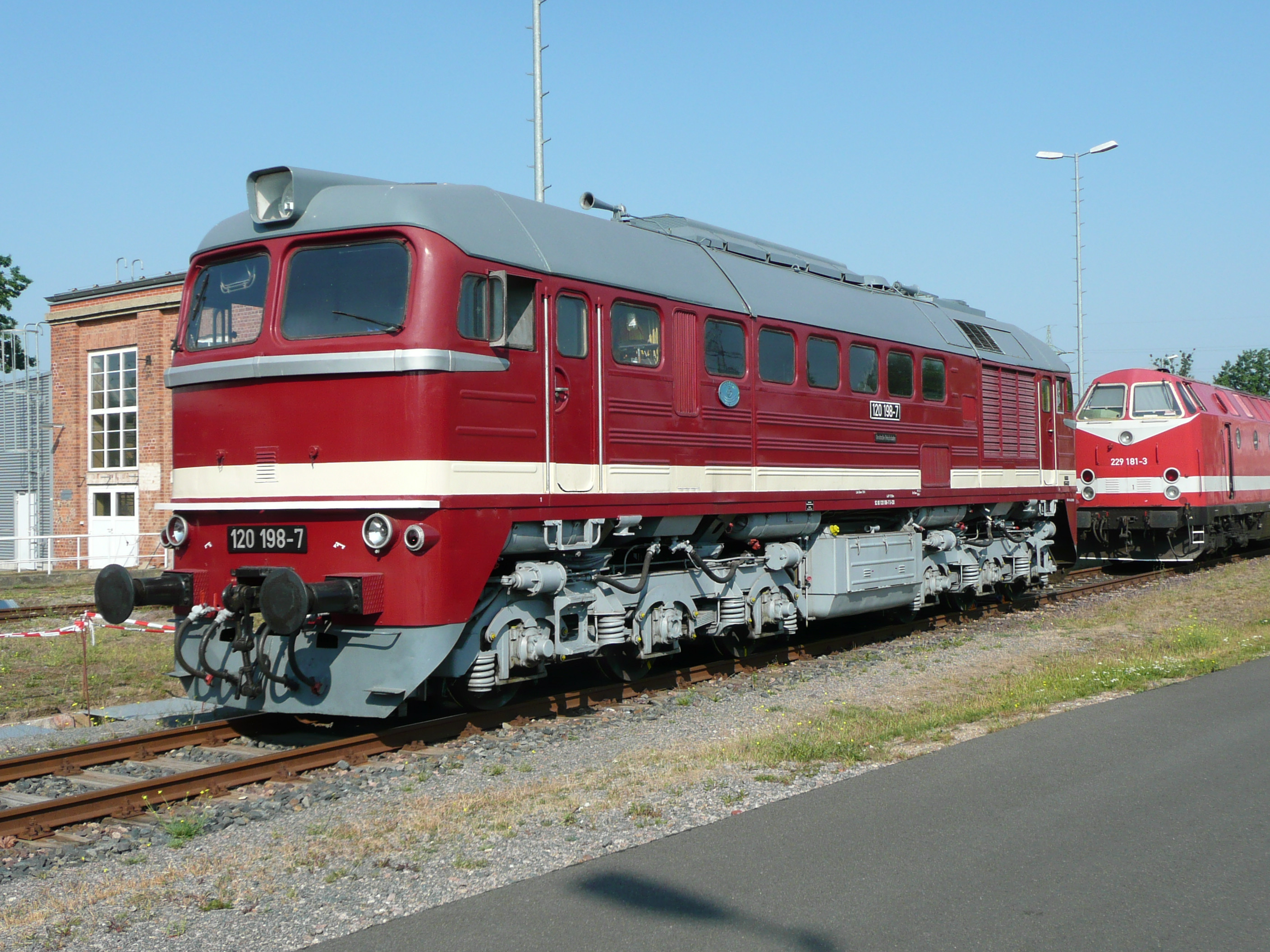
120 198 на ремонтном заводе в Дессау

В том же 1966 году ЛТЗ начал строить и поставлять версию тепловоза для ГДР. Поставки предназначались как для железных дорог ГДР (Deutsche Reichsbahn, или DR), так и для промышленных линий, но в этот раз все тепловозы поставлялись под колею 1435 мм. По системе DR локомотивы изначально получили обозначение серии V200, в более поздних поставках локомотивы имели серию 120, по причине смены системы обозначений оператора (многие ранее поставленные машины были перемаркированы под новую серию). Тепловозы для общего назначения получили номера от 001 до 378 (то есть 378 машин, годы постройки с 1966 по 1970 и с 1973 по 1975). Для промышленных локомотивов (18 тепловозов, построенных в периоды с 1971 по 1973 и с 1976 по 1977 годы) присваивались номера 501 и выше, причём произошло дублирование некоторых номеров. Сначала была поставлена партия из пяти машин (с номерами от 501 до 505), поступившая на предприятие SDAG Wismut Следующая партия из трёх машин предназначалась для фирмы BKK Geiseltal, куда в итоге и попала, и имела следующие за предыдущей партией номера (то есть с 506 по 508). Далее последовала поставка снова для SDAG Wismut, причём номера присваивались без учёта поставленных для BKK Geiseltal (снова с 506 и до 515, номера от 506 до 508 оказались задвоенными). Таким образом, в Восточную Германию поставлено 378+18=396 тепловозов семейства.

##### ИР62 для ЖКИРИ

ИР62-001 (слева) и ИР62-002 на путях ЛТЗ

В 1967 году для Железнодорожной компании Исламской Республики Иран (в настоящей статье именуется ЖКИРИ) были построены два опытных тепловоза, ставшие первыми представителями семейства М62, имеющими тропическое исполнение. Этот вариант получил обозначен ИР62, с присвоением номеров 001 и 002. Ещё одним отличием этой модели стал дизельный двигатель 11Д40 с заниженной мощностью (1800 л.с.). ИР62 строились для колеи 1435 мм. В Иране тепловозы использовались на участке Тегеран — Тебриз. Хотя в целом они показали работоспособность в иранском климате, система охлаждения не полностью справлялась с обеспечением надёжной работы агрегатов. Серийных поставок ИР62 не последовало, однако уже в постсоветское время в Иран поставлялись двухсекционные локомотивы 2М62У, в целом аналогичные поставляемым для СССР и постсоветских республик, но снова на европейскую колею (строились в период с 1998 по 2001 год). Известно, что поставлено около 10 таких тепловозов (то есть приблизительно 20 секций).

##### 내연 (К62) для МЖД КНДР

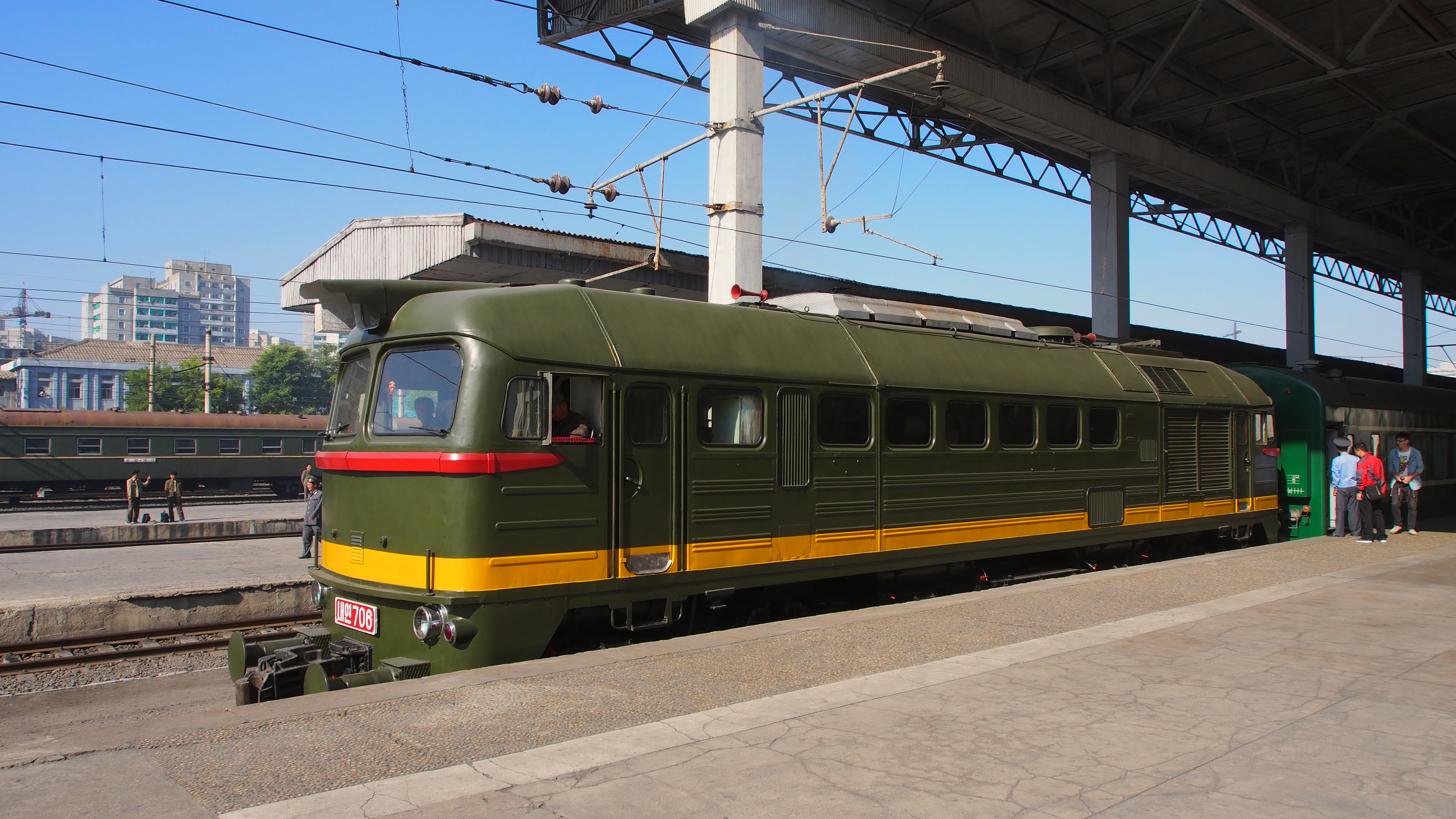
내연 706 в КНДР

Почти одновременно с созданием ИР62 для Ирана началось создание версии для Министерства железных дорог (МЖД) Северной Кореи (КНДР). Снова часть тепловозов поставлялась с тележками русской колеи для возможности работы на приграничных участках. Как и ИР62, тепловозы получили заводское обозначение (К62), однако на железных дорогах КНДР они эксплуатировались под обозначением 내연 (наеион), что в переводе на русский означает «внутреннее сгорание»). В период с 1967 по 1974 год были построены 48 локомотивов для колеи 1435 мм; в 1973 году появилась партия из пяти локомотивов русской колеи. Также известно, что в период с 1990 по 1995 год для КНДР строились тепловозы улучшенной версии (с бесчелюстными тележками), по заводской классификации проходившие как К62У; поставлено около 10 экземпляров. Сведения о порядковых (эксплуатационных) номерах локомотивов, поставленных ЛТЗ (на время поставки), не обнаружено.

##### K-5XX для FC (616XX FC, М62К)
В период с 1974 по 1975 год тепловозы этого семейства строились для железных дорог Кубы (Ferrocarriles de Cuba, или FC). Всего на ЛТЗ было построено 20 экземпляров. Локомотивы получили заводское обозначание М62К. Первоначально локомотивы поставлялись как серия К и имели номера от 501 до 520 (маркировка наносилась через дефис; первый тепловоз имел табличку с надписью К-501). Позже обозначение было изменено на 61.6 (или 61.6XX, где XX — число от 01 до 20). На номерном знаке локомотива не было точек (например, на втором локомотиве серии была надпись 61602). В 1990 году появился еще один локомотив той же серии, произведённый в этой стране (61.621). В конструкции были использованы элементы нескольких старых локомотивов 61.6.

##### 2М62М для МТЗ
В период с 1980 по 1987 год для железных дорог Монголии (Монголын төмөр зам, или МТЗ) были построены двухсекционные тепловозы 2М62М, в целом идентичные с 2М62 для МПС СССР, уже освоенными к тому времени. Для Монголии было построено 66 таких машин (132 секции), с номерами от 001 до 066.

##### М62УМ для МТЗ
Позже для Монголии подготовили односекционные тепловозы М62УМ. Известно о постройке в период с 1989 по 1991 год и поставке 16 тепловозов этого типа (номера от 001 до 016).
Обобщённые данные по выпуску тепловозов для поставки на экспорт приведены в таблице ниже.
| Страна | Оператор          | Ширина колеи | Обозначение               | Годы выпуска          | Количество | Нумерация                                                                                     | Примечание                                                                       |
| ------ | ----------------- | ------------ | ------------------------- | --------------------- | ---------- | --------------------------------------------------------------------------------------------- | -------------------------------------------------------------------------------- |
| ВНР    | MÁV               | 1435 мм      | M62                       | 1965—1968 1971—1974   | 270        | От 001 до 270                                                                                 |                                                                                  |
| ВНР    | MÁV               | 1520 мм      | M62-5XX                   | 1970, 1974, 1978      | 18         | От 501 до 518                                                                                 |                                                                                  |
| ВНР    | GYSEV             | 1435 мм      | M62-9XX                   | 1972                  | 6          | От 901 до 906                                                                                 |                                                                                  |
| ПНР    | PKP               | 1435 мм      | ST44                      | 1965—1988             | 1114       | От 001 до 1113 и 1500                                                                         | ST44-1500 имел бесчелюстные тележки                                              |
| ПНР    | PKP               | 1520 мм      | ST44                      | 1977—1980             | 68         | От 2001 до 2068                                                                               |                                                                                  |
| ПНР    | Petrochemia Płock | 1435 мм      | M62                       | 1972—1979             | 6          | От 01 до 06                                                                                   |                                                                                  |
| ПНР    | PPMPW             | 1435 мм      | M62                       | 1972—1979             | 3          | От 07 до 09                                                                                   |                                                                                  |
| ЧССР   | ČSD               | 1435 мм      | T679.1, позже 781         | 1966—1979             | 575        | От 001 до 374 и от 400 до 600                                                                 |                                                                                  |
| ЧССР   | ČSD               | 1520 мм      | T679.5, позже 781.8       | 1966                  | 25         | От 001 до 025                                                                                 |                                                                                  |
| ЧССР   | Stahlwerk Košice  | 1520 мм      | T679.5                    | Нет данных            | 2          | 026, 027                                                                                      |                                                                                  |
| ГДР    | DR                | 1435 мм      | V200, позже 120           | 1966—1970, 1973—1975  | 378        | От 001 до 314 для V200, от 315 до 378 для 120; после смены обозначения: от 001 до 378 для 120 |                                                                                  |
| ГДР    | SDAG Wismut       | 1435 мм      | V200                      | 1971—1973, 1976, 1977 | 15         | От 501 до 515                                                                                 |                                                                                  |
| ГДР    | BKK Geiseltal     | 1435 мм      | V200                      | 1973                  | 3          | От 506 до 508                                                                                 |                                                                                  |
| Иран   | ЖКИРИ             | 1435 мм      | ИР62                      | 1967                  | 2          | 001, 002                                                                                      |                                                                                  |
| Иран   | ЖКИРИ             | 1435 мм      | 2М62У                     | 1998—2001             | ≈10        | Нет данных                                                                                    |                                                                                  |
| КНДР   | МЖД КНДР          | 1435 мм      | 내연 (K62)                | 1967—1974             | 48         | Нет данных                                                                                    |                                                                                  |
| КНДР   | МЖД КНДР          | 1524 мм      | 내연 (K62)                | 1973                  | 5          | Нет данных                                                                                    |                                                                                  |
| КНДР   | МЖД КНДР          | 1435 мм      | 내연 (K62У)               | 1990—1995             | ≈10        | Нет данных                                                                                    |                                                                                  |
| Куба   | FCC               | 1435 мм      | K-5XX (M62K), позже 616XX | 1974, 1975            | 20         | От 501 до 520 для K-5XX, позже от 61601 до 61620                                              | Позже введён номер 61621 (бывший 61603 или 61614) после восстановления тепловоза |
| МНР    | МТЗ               | 1520 мм      | 2М62М                     | 1980—1987             | 66         | От 001 до 066                                                                                 |                                                                                  |
| МНР    | МТЗ               | 1520 мм      | М62УМ                     | 1989—1991             | 16         | От 001 до 016                                                                                 |                                                                                  |

#### Модификации для СССР

##### М62 (ТЭ112, М62С)

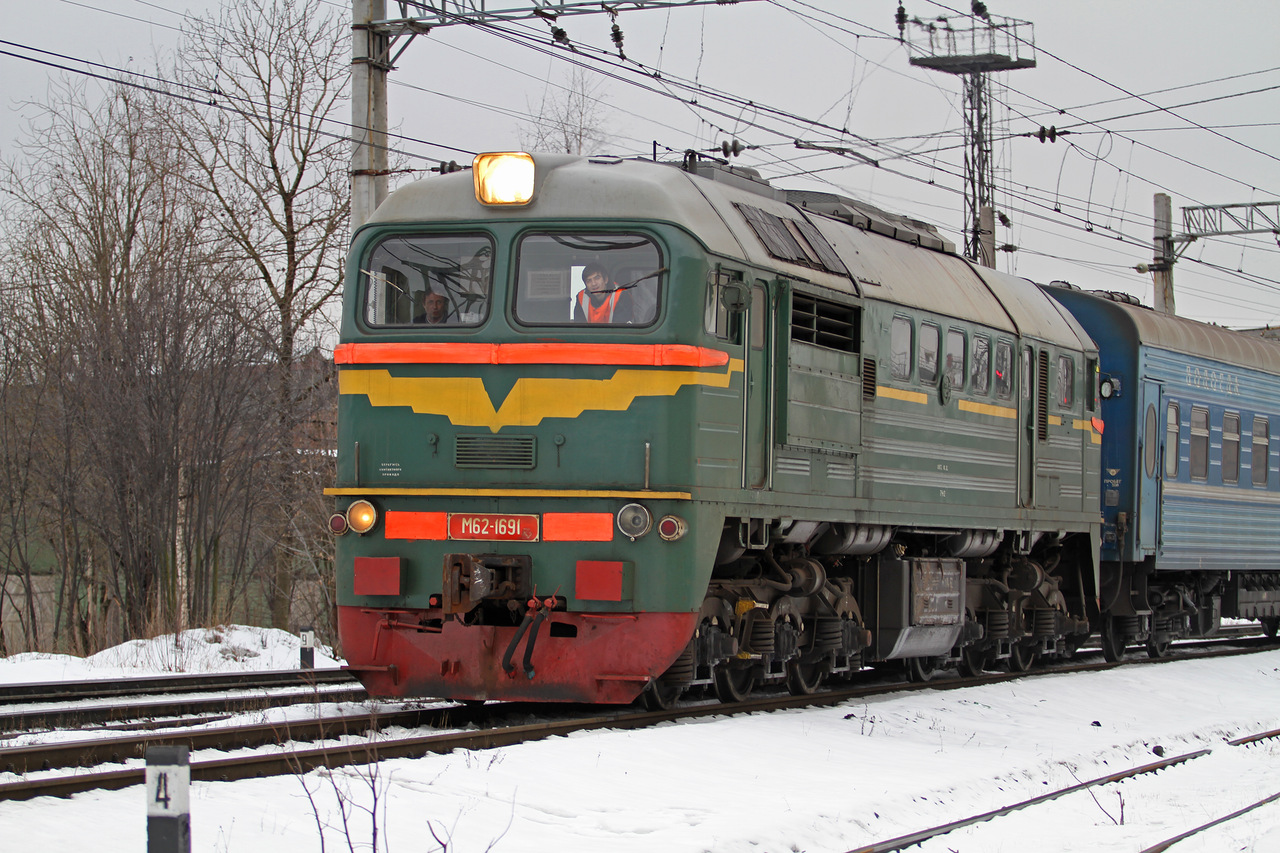
М62-1691 на станции Цветочная

В 1970 году тот же завод, но уже как Ворошиловградский завод имени Октябрьской революции (ВЗОР), начал строить М62 для МПС СССР. Этой версии было подготовлено обозначение в привычном для Советского Союза формате (в данном случае ТЭ112), однако по неизвестным причинам было решено оставить венгерский вариант. В некоторых технических документах этот тепловоз обозначался М62С (где буква С означала «советский»). Чтобы отличать эту партию от других М62, эти тепловозы получили номера в формате 1XXX, причём первый локомотив получил номер не 1001, а сразу 1003 (как было сказано выше, в СССР остались для эксплуатации опытные М62-1 и М62-2). Производство началось в 1970 году и закончилось в 1976 году. Последним номером для этой модификации стал 1723. Таким образом, всего построено 723 таких тепловоза, из которых 721 — серийные. Позже была построена партия машин, также обозначенных на табличке как М62 (со сквозной нумерацией, то есть с номера 1724), но в исполнении для нужд РВСН, в документации отмечена как ДМ62 (см. ниже).
Эти машины имели тележки колеи 1524 мм с двумя тормозными цилиндрами и односторонним нажатием колодок. Также, в отличие от экспортных поставок, такие локомотивы оснащались некоторыми узлами, стандартными для советских тепловозов (например, автосцепка СА-3, радиостанция ЖР-3М, тормозное оборудование). Начиная с М62-1436 (постройки 1974 года), тепловозы стали оснащать глушителями шума выпуска отработанных газов.
Большинство машин из серии для МПС СССР подготавливались для возможности переброски в другие страны. В сертификате в этом случае делалась заметка следующего содержания: «Указанный в настоящем сертификате товар соответствует по качеству действующим в СССР стандартам, техническим условиям, требованиям заказ-наряда и может быть отгружен на экспорт».

##### 2М62

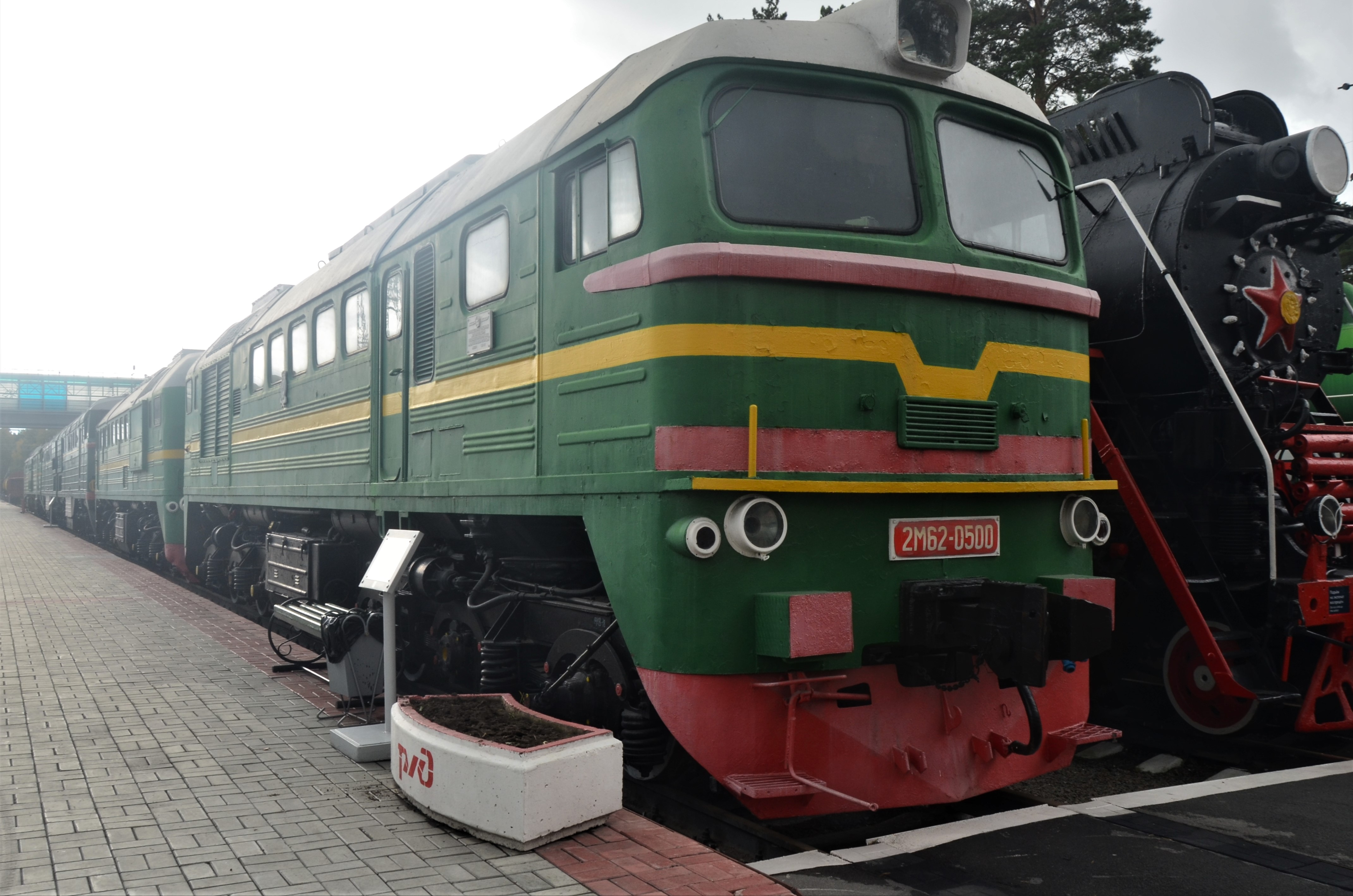
2М62-0500 в Новосибирске

Двухсекционный вариант семейства М62, опытный образец которого построен в августе 1976 года. Выпускался до конца 1987 года. Всего построен 1261 локомотив (или 2522 секции).
По конструкции каждая секция во многом была идентична односекционному М62 (степень унификации всех деталей и узлов достигал 92 %). Вместо задних кабин М62 на каждой секции 2М62 устанавливалась дверь с переходом в соседнюю секцию. Обе секции были идентичны между собой. Каждая из них могла работать как самостоятельный однокабинный локомотив. На обеих секциях стоял общий порядковый номер тепловоза (для различия при учёте одна из них обозначалась буквой А, другая буквой Б).
По мере продолжения производства в конструкцию вносились некоторые изменения (в частности, вместо одиночных круглых буферных фонарей стали внедряться блоки унифицированных буферных фонарей прямоугольной формы).

##### ДМ62

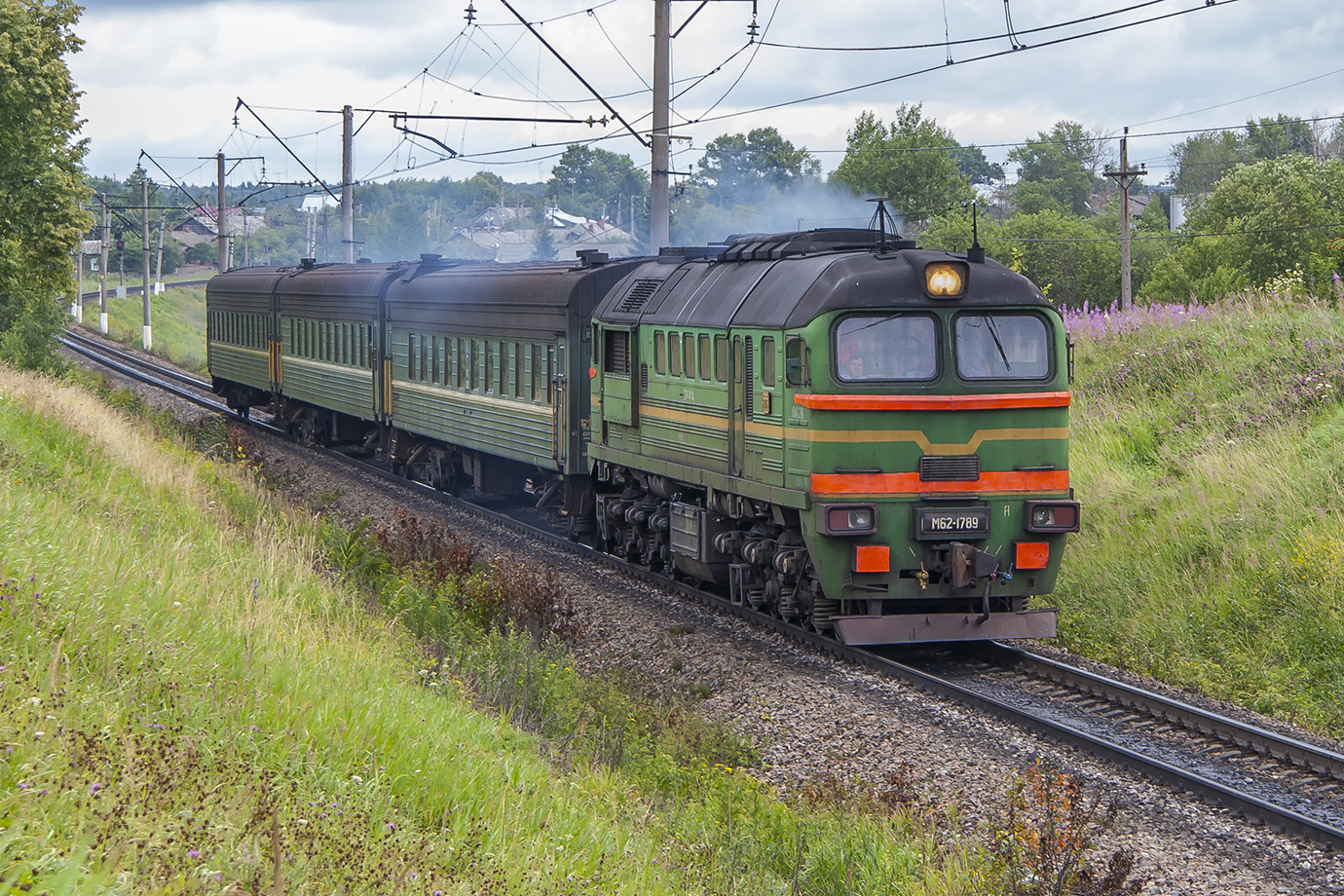
М62 (ДМ62) -1789 в районе Волоколамска

Специальная версия в семействе М62, предназначенная для военного применения, в том числе для тяги составов боевого железнодорожного ракетного комплекса (БЖРК) «Молодец». При поставке этих локомотивов буква Д на табличке не ставилась. Номерной ряд также был общим с обычными М62 для МПС: поскольку последним номером гражданской версии был 1723, то первый военный образец получил номер 1724; далее нумерация продолжалась до 1877. Первый образец и ещё четыре тепловоза построены в 1982 году, далее каждый год ЛТЗ строил по несколько машин, до 1993 года включительно (всего 154 тепловоза).
Для испытаний на полигоне в Щербинке, а также на Закавказской железной дороге, был предоставлен тепловоз с номером 1726. Испытания проводились в период с 1983 по 1984 год.
На этих локомотивах имелись особенности, характерные для так называемого подсемейства М62У (М62УМ, 2М62У и тому подобное): бесчелюстные тележки, автоматический пуск дизельного двигателя, регулируемые снегоочистители, главные резервуары объёмом 250 л, а также увеличенный с 600 до 700 кг запас песка. На большинстве ДМ62 устанавливались унифицированные блоки буферных фонарей в прямоугольных корпусах. На ДМ62 устанавливался дизель-генератор 3-14ДГУ2. В масляной системе предусмотрены полнопоточные фильтры тонкой очистки масла (как на версии 2М62).
Главным отличием ДМ62 является специальное оборудование, что обусловлено особыми условиями эксплуатации БЖРК, а также изменённая электрическая схема. Например, эти локомотивы снабжались системой, напоминающей систему многих единиц (СМЕ). В отличие от обычной СМЕ, на ДМ62 имелась возможность дистанционного управления всеми секциями не только по схеме «тепловоз — тепловоз», но и по схеме «тепловоз — вагон — тепловоз». Для обеспечения связи между различными поездными единицами БЖРК на лобовой части локомотива имелись панели секционирования, связи и управления (ПССУ). Каждая панель размещалась внутри защитного кожуха, имеющего форму прямоугольного ящика, размещённого над автосцепкой (аналогичные панели имелись и на вагонах БЖРК). В кабине тепловоза (в отсеке рабочего стола) разместили фильтровентиляционную установку (ФВУ), к которой подсоединялся патрубок с клапанами для противогазов. В кузове (в районе шахты холодильника) предусмотрели электрический котёл подогрева и циркуляционный насос с электродвигателем. В дизельном помещении и тамбурах установили светомаскировочные щиты для закрытия окон. К оборудованию ДМ62 предъявлялись повышенные требования надёжности.
В процессе производства в конструкцию ДМ62 вносились некоторые изменения. Например, в интервале номеров от 1729 до 1731 началось внедрение прямоугольных блоков буферных фонарей; с номера 1738 вместо полки с двумя штырьевыми поручнями над буферными фонарями стали устанавливать подножку и два скобчатых поручня, а стеклоочистители лобовых стёкол были перемещены наверх; с номера 1740 изменилась конструкция жалюзи вентиляции кузова; с номера 1849 количество горизонтальных гофр на борту сменилось с девяти на четыре.

##### 3М62У

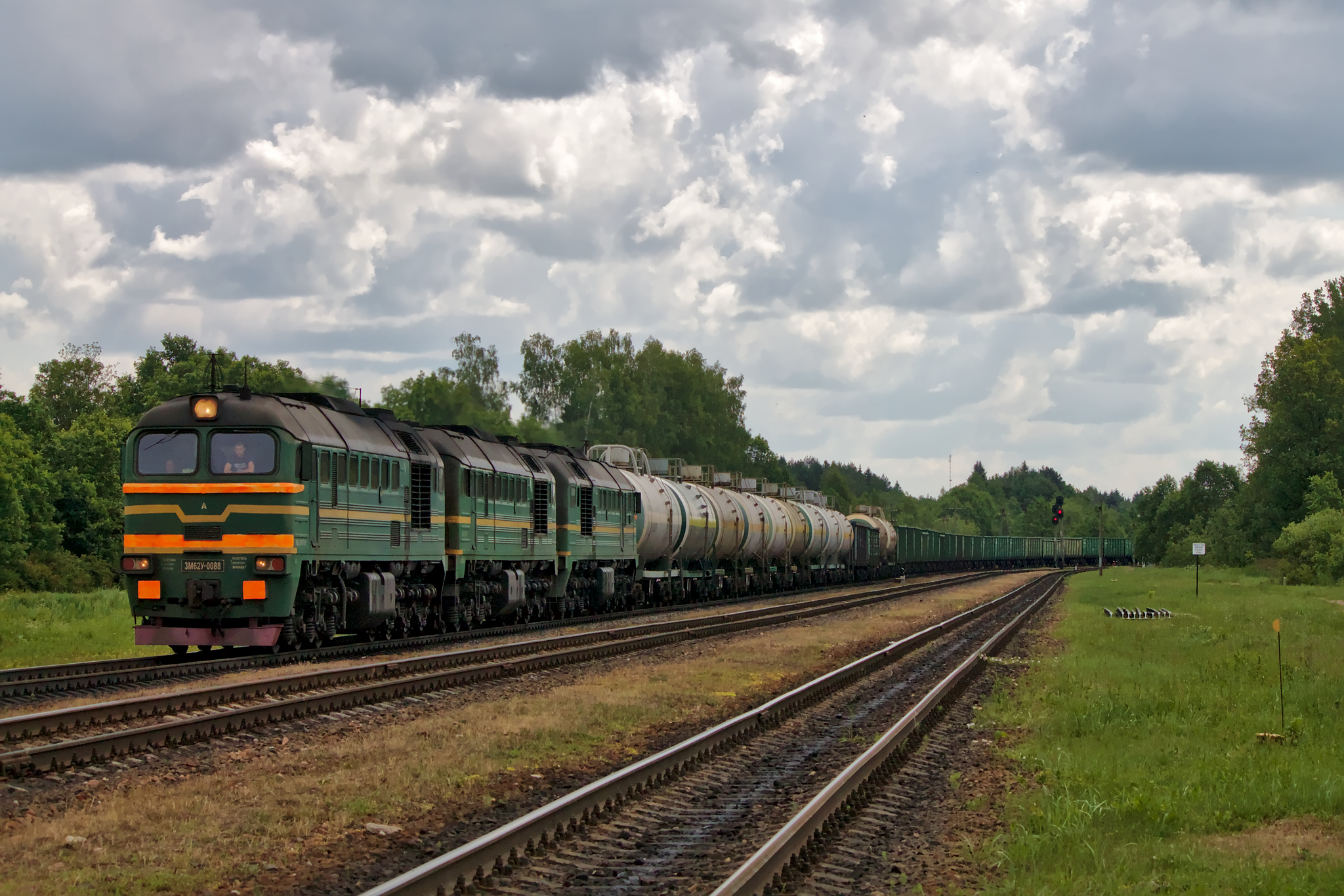
3М62У-0088 на станции Заольша

Трёхсекционное исполнение подсемейства М62У. Создание начато как развитие двухсекционного 2М62 с целью получить локомотив с высокими тяговыми свойствами, но без значительного увеличения нагрузки на ось. При этом, как было сказано выше касаемо подсемейства М62У, на этой машине внедрили многие решения от ДМ62. Опытный образец (3М62У-0001) сдан МПС в 1986 году (хотя фактически появился ещё в предыдущем). В этом же году началось серийное производство, продолжавшееся до 1992 года включительно. Всего построено 104 локомотива (номера от 0001 до 0104 включительно), или 312 секций. Каждая из трёх секций обозначалась своей буквой, причём крайние секции, имеющие по одной кабине машиниста, обозначались буквами А и Б (по конструкции обе секции были идентичны между собой), а средняя, не имевшая кабины, обозначалась буквой В. На месте, где у головной секции находится кабина машиниста (то есть на стороне, противоположной холодильнику), в средней секции имеется небольшой пульт управления. Он предназначен для выполнения маневровых операций и проведения реостатных испытаний. Однако, помимо отсутствия кабины, на средней секции не было таких узлов, как кран машиниста усл. № 395, устройство блокировки тормозов усл. № 367, комплекты АЛСН и радиосвязи и некоторых других, поэтому её нельзя было использовать для тяги составов. Цепи управления головными секциями собирались через межтепловозные соединения и транзитные провода средней секции.

##### 2М62У

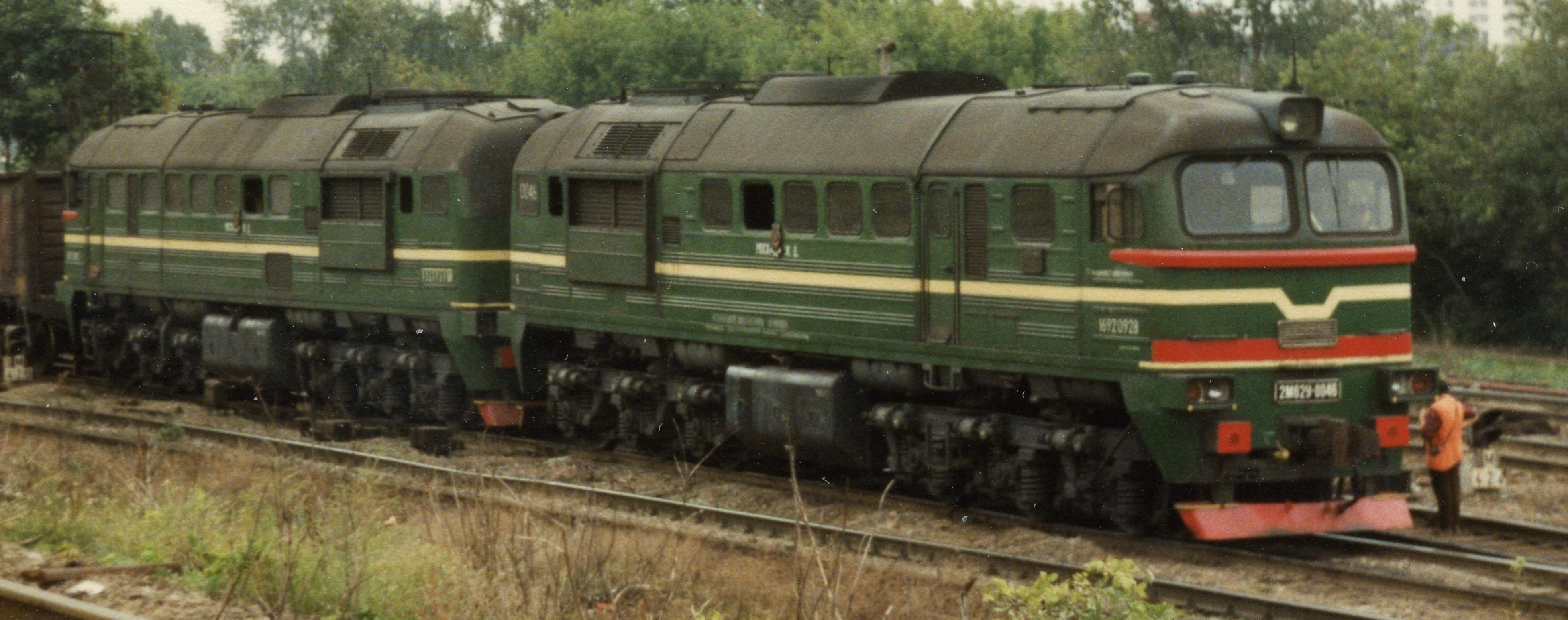
2М62У-0046 на станции Лосиноостровская

Двухсекционная версия подсемейства М62У, пришедшая на смену 2М62. Первый образец (2М62У-0001) построен в 1987 году, далее выпуск продолжился до 2001 года включительно. Известно о постройке для СССР как минимум 396 машин (номерной ряд от 0001 до 0396), то есть 792 секций, причём 2М62У-0394 был получен исключением средней секции от 3М62П-0003 с последующей сменой обозначения и номера. Как было сказано выше, аналогичные локомотивы строились и для поставок в Иран (ориентировочно 10 локомотивов, данные по номерному ряду не обнаружены).

##### 3М62П
Специальная трёхсекционная версия, также относящаяся к подсемейству М62У, предназначенная для использования на космодроме Байконур. Внешне идентична версии 3М62У, однако имеет необходимые для эксплуатации с объектами на космодроме опции (такие как движение со сверхмалыми скоростями и плавный разгон при трогании с места) . Серийно не строился, всего построено три машины (все в 1988 году) с номерами от 0001 до 0003 (девять секций. Как было написано выше, последний из этих локомотивов впоследствии был преобразован в 2М62У-0394.

##### М62УП

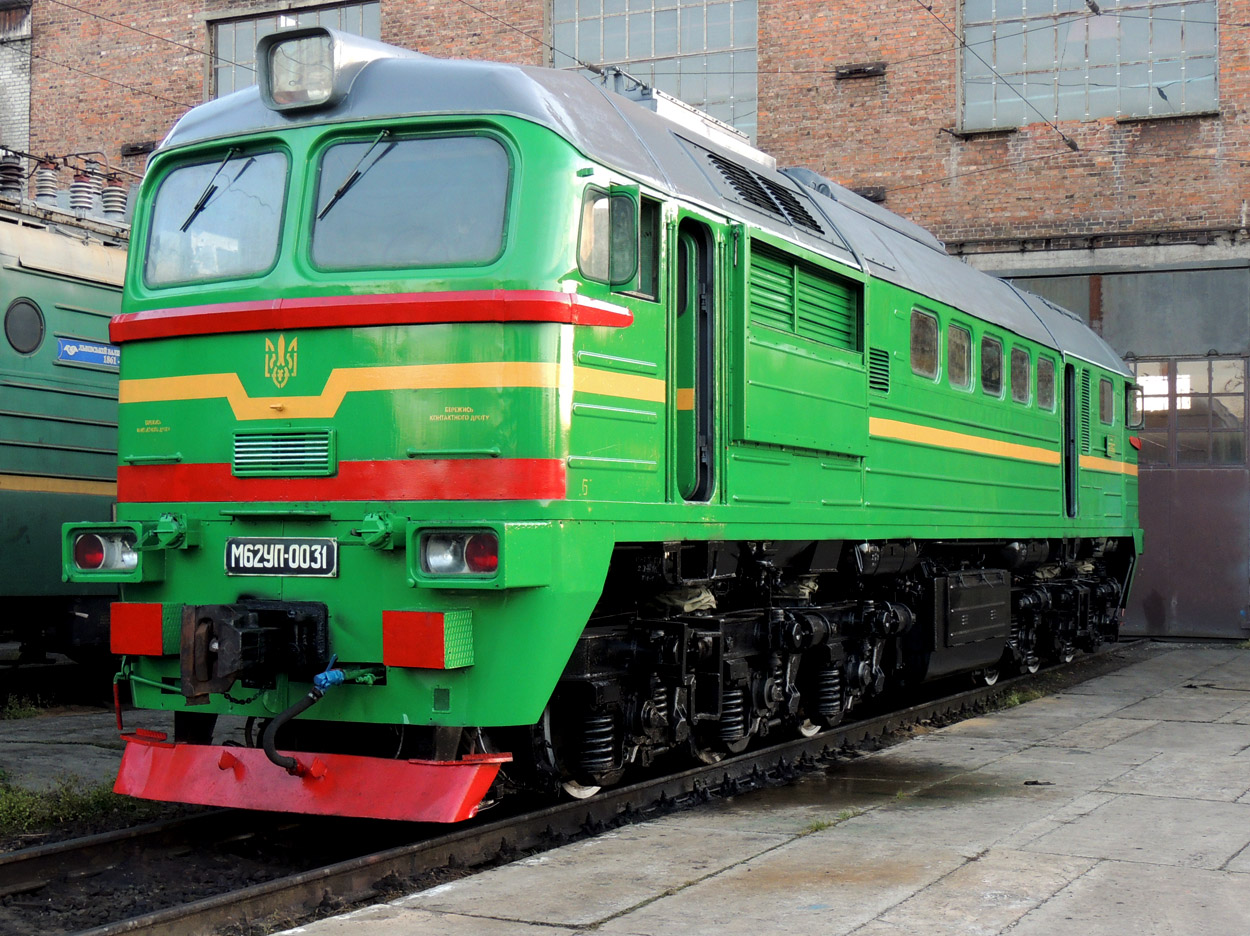
М62УП-0031 в депо Львов-Запад

Промышленная односекционная версия из семейства М62У. Оснащена кабинами машиниста с обеих сторон. Поставлялась не для МПС СССР, а для ряда предприятий, где использовалась для маневрово-вывозной работы. Первые две машины (номера 0001 и 0002) построены в 1988 году; далее выпуск продолжался с 1991 по 1996 год. Всего заводом было построено не менее 40 машин (номерной ряд от 0001 до 0040).
Обобщённые данные по выпуску модификаций тепловозов для СССР (позже — бывших советских республик) приведены в таблице ниже.
| Обозначение | Годы выпуска    | Количество | Количество | Нумерация              | Примечание                                                                                              |
| Обозначение | Годы выпуска    | тепловозов | секций     | Нумерация              | Примечание                                                                                              |
| ----------- | --------------- | ---------- | ---------- | ---------------------- | --- |
| M62 (ТЭ112) | 1970—1976       | 723        | 723        | 1, 2 и от 1003 до 1723 | |
| 2М62        | 1976—1987       | 1261       | 2522       | От 0001 до 1261        | |
| ДМ62        | 1982—1993       | 154        | 154        | От 1724 до 1877        | |
| 3М62У       | 1986—1992       | 104        | 312        | От 0001 до 0104        | Тепловоз 2М62У-0394 получен удалением средней секции тепловоза 3М62У-0003 с последующей перемаркировкой |
| 2М62У       | 1987—2001       | ≈396       | 792        | От 0001 до 0396        | Тепловоз 2М62У-0394 получен удалением средней секции тепловоза 3М62У-0003 с последующей перемаркировкой |
| 3М62П       | 1988            | 3          | 9          | От 0001 до 0003        | |
| М62УП       | 1988, 1991—1996 | ≈40        | ≈40        | От 0001 до 0040        | |

## Общие сведения

### Технические характеристики
Основные параметры тепловозов семейства M62 (модификаций для МПС СССР):
| Параметр                                                              | Тип тепловоза      | Тип тепловоза            | Тип тепловоза            | Тип тепловоза            |
| Параметр                                                              | М62 (ТЭ112)        | 2М62                     | 2М62У                    | 3М62У                    |
| --------------------------------------------------------------------- | ------------------ | ------------------------ | ------------------------ | ------------------------ |
| Осевая формула                                                        | 30-30 (UIC Co'Co') | 2×(30-30) (UIC 2×Co'Co') | 2×(30-30) (UIC 2×Co'Co') | 3×(30-30) (UIC 3×Co'Co') |
| Размеры                                                               |                    |                          |                          |                          |
| Габарит по ГОСТ 9238—83                                               | 02-ВМ              | 02-ВМ                    | 02-ВМ                    | 02-ВМ                    |
| Длина по осям автосцепок (буферам), мм                                | 17 400 (17 550)    | 2×17 400                 | 2×17 400                 | 3×17 400                 |
| Ширина кузова по каркасу, мм                                          | 2950               | 2950                     | 2950                     | 2950                     |
| Высота максимальная по выступающим частям, мм                         | 4615               | 4615                     | 4615                     | 4615                     |
| Высота по каркасу кузова, мм                                          | 4340               | 4340                     | 4340                     | 4340                     |
| Высота оси автосцепки над УГР, мм                                     | 1055               | 1055                     | 1055                     | 1055                     |
| Шкворневая база секции, мм                                            | 8600               | 8600                     | 8600                     | 8600                     |
| Колёсная база тележки, мм                                             | 4200               | 4200                     | 3700                     | 3700                     |
| Полная колёсная база, мм                                              | 12 800             | 12 800                   | 12 670                   | 12 670                   |
| Диаметр колёс по кругу катания, мм                                    | 1050               | 1050                     | 1050                     | 1050                     |
| Наименьший радиус проходимых кривых, м                                | 75                 | 75                       | 125                      | 125                      |
| Массовые характеристики                                               |                    |                          |                          |                          |
| Служебная масса, т                                                    | 116,5              | 2×120,0                  | 2×126,0                  | 3×126,0                  |
| Нагрузка от оси на рельсы, тс                                         | 19,41              | 20,00                    | 21,00                    | 21,00                    |
| Тяговые характеристики                                                |                    |                          |                          |                          |
| Мощность по дизелю, л.с. (кВт)                                        | 2000 (1471)        | 2×2000 (2×1471)          | 2×2000 (2×1471)          | 3×2000 (3×1471)          |
| Конструкционная скорость, км/ч                                        | 100                | 100                      | 100                      | 100                      |
| Скорость длительного режима, км/ч                                     | 20,0               | 20,9                     | 20,9                     | 20,9                     |
| Расчётная сила тяги в продолжительном режиме на ободах колёс, тс (кН) | 20,0 (196)         | 2×19,5 (2×191)           | 2×20,0 (2х196)           | 3×20,0 (3×196)           |
| Передаточное отношение осевого редуктора                              | 4,53 (4,41)        | 4,41                     | 4,41                     | 4,41                     |
| Запасы                                                                |                    |                          |                          |                          |
| Запас топлива, л (кг)                                                 | 3900 (3390)        | 2×3900 (2×3390)          | 2×7300 (2×6300)          | 3×7300 (3×6300)          |
| Запас песка, кг                                                       | 600                | 2×600                    | 2×700                    | 3×700                    |
| Запас масла, кг                                                       | 800                | 2×950                    | 2×950                    | 3×950                    |
| Запас охлаждающей воды, кг                                            | 950                | 2×950                    | 2×950                    | 3×950                    |

Для односекционных М62, поставляемых МПС, также известны следующие параметры: скорость часового режима составляет 16,6 км/ч; сила тяги в часовом режиме составляет 24,9 тс (240 кН); максимальная сила тяги на ободе колёс при трогании с места и коэффициенте сцепления 0,33 равна 38,3 тс (375 кН).

## Конструкция

### Механическая часть
Каждая секция тепловоза имеет кузов, опирающийся на две трёхосные тележки.

#### Кузов

##### Особенности конструкции
Кузов тепловоза — рамной конструкции, вагонной компоновки, с несущей рамой. В отличие от тепловозов ТЭ3 и 2ТЭ10Л, стенки кузова над дизелем связаны с рамой и смежными элементами не болтами, а сваркой, благодаря чему повысилась прочность и жёсткость конструкции. Кузов секции (на примере односекционного тепловоза) состоит из трёх частей: блока передней кабины (А) с кузовом над камерой электрооборудования, кузова над дизелем и блока задней кабины (Б) с холодильной камерой. С каждого торца кузова имеются по одному путеочистителю.

##### Расположение оборудования
В планировке кузов тепловоза М62 имеет дизельное (машинное) отделение в центре кузова и две кабины машиниста по концам кузова. Между дизельным отделением и передней кабиной машиниста находятся аппаратная камера (справа) и передний тамбур (слева). Между дизельным отделением и задней кабиной машиниста находится задний тамбур. Вход в тепловоз осуществляется через четыре боковые двери: двери со стороны передней кабины ведут в дизельное отделение и в передний тамбур, двери со стороны задней кабины — в задний тамбур. Передний тамбур имеет четыре двери: входная дверь, двери в переднюю кабину, в аппаратную камеру и в дизельное отделение. Задний тамбур также имел четыре двери: две боковые входные двери, дверь в заднюю кабину и дверь в дизельное отделение.
Для перехода из секции в секцию на 2М62 задняя торцевая стенка тепловоза вместо двух лобовых окон имеет дверь с переходной площадкой. Этот переход в секции установлен со стороны холодильника (у односекционных М62 в этом месте располагалась кабина Б, оборудование которой в 2М62 отсутствует). Для сохранения баланса в развесовке вместо ликвидированного оборудования установили чугунные отливки. Пространство бывшей кабины фактически превратилось в переходной (задний) тамбур.
На ранних образцах 2М62 в задней части секции (в районе бывшей кабины Б) всё ещё выполнялась пара входных (наружных) дверей, устанавливалась задняя стенка кабины и привод ручного тормоза. На тепловозе 2М62 с номером 0070, а также начиная с номера 0072 задний тамбур выполнялся уже без наружных дверей, а также в этом месте исчезли задняя стенка кабины и привод ручного тормоза. Взамен убранных внешних дверей появились откидные окна для доступа к приводу зачехления жалюзи холодильника. Таким образом, на каждой секции этих тепловозов выполнялись только две входных двери, а задний тамбур занимал всю площадь задней кабины.
В районе 0250-х номеров на 2М62 стали применять унифицированные двери, в районе 0540-х номеров внедрили унифицированные снегоочистители, в районе 0880-х номеров изменилась конструкция жалюзи вентиляции кузова; с номера 0924 изменилась конструкция межсекционного перехода (вместо трубчато-брезентового ограждения применён металлический каркас с резиновыми уплотнителями). На 2М62-0970 в качестве эксперимента установили топливные баки с увеличенной до 7300 л (или 6300 кг) топливные баки, далее применённые на подсемействе М62У.
На 2М62-0001 не стали устанавливать розеток СМЕ на лобовой части секции, однако в серийном производстве розетки появились вновь.
На машинах 2М62 с номерами 0733, 0751 и далее с номера 0753 вместо одиночных круглых буферных фонарей устанавливали унифицированные блоки буферных фонарей в прямоугольном кожухе.
На тепловозах подсемейства М62У устанавливали топливные баки увеличенной вместимости, поэтому АКБ, ранее располагавшиеся в боковых отсеках бака, перенесли в нерабочую кабину секции. Увеличился объём песочниц. Конструкция высоковольтной камеры стала съёмной. Привод зачехления жалюзи холодильника перенесли внутрь кузова. По одному окну дизельного помещения с каждой стороны секции сделали открывающимися. Вместо умывальника стали устанавливать санузлы.

##### Кабина машиниста

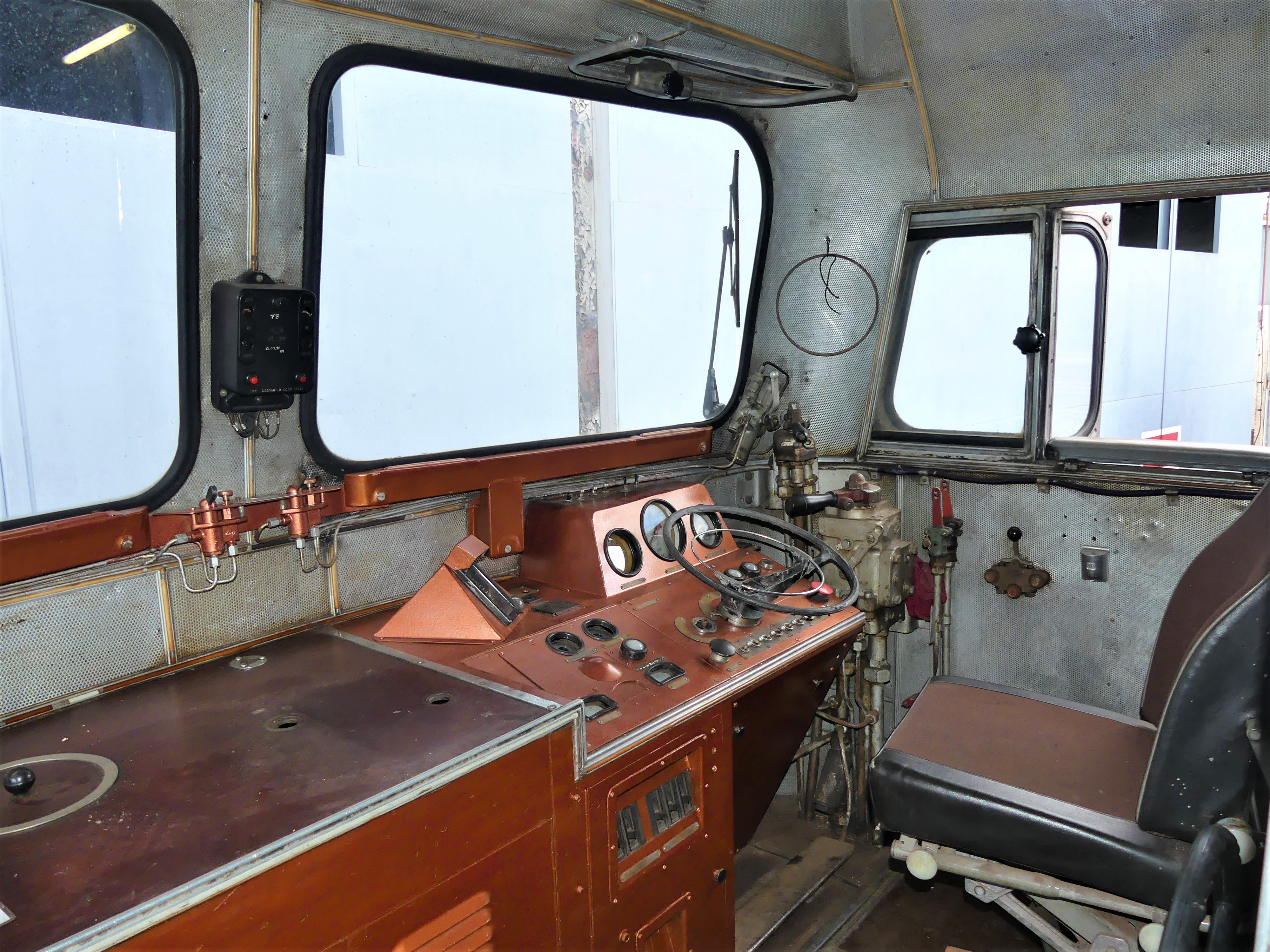
Кабина машиниста тепловоза М62 серии 120 железных дорог ГДР

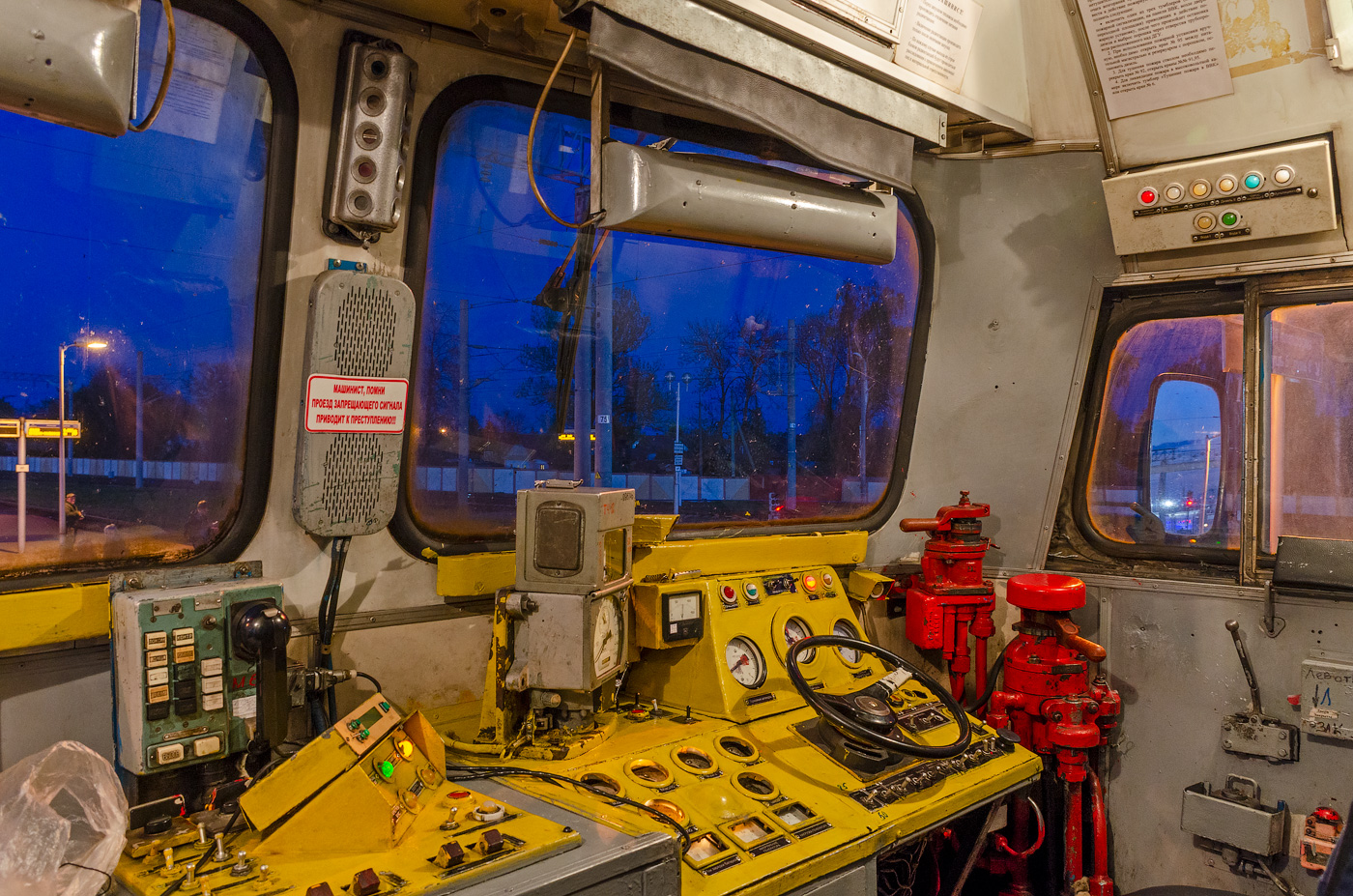
Кабина машиниста тепловоза 2М62У с включённым освещением

Кабина машиниста тепловоза М62 имеет входную дверь в задней стенке, ведущую в тамбур, два лобовых и два боковых окна. Боковые окна имеют раздвижные форточки, сдвигающиеся вперёд по ходу движения. Форточки имеют ветровые стекла, которые можно повернуть перпендикулярно направлению движения, что уменьшает сквозняки.
В передней части кабины, под лобовыми окнами, расположен пульт управления. Справа перед ним находится кресло машиниста, слева — кресло помощника машиниста. Почти все органы управления и контрольно-измерительные приборы находятся на пульте управления со стороны машиниста.
В верхней части пульта, слева от машиниста, находится локомотивный скоростемер (при модернизации тепловоза с установкой системы безопасности КЛУБ-У на месте скоростемера находится блок БИЛ-В этой системы). Справа от скоростемера расположены: тумблер «Пожар-1/2», четыре тумблера для включения буферных фонарей (передних и задних) и три сигнальные лампы: «Реле заземления», «Обрыв тормозной магистрали», «Пожар». Правее, на вертикальной панели пульта, находятся три манометра пневматических систем: манометр тормозных цилиндров, двустрелочный манометр питательной и тормозной магистралей, манометр уравнительного резервуара. Над этими приборами расположены тумблеры: «АЛСН: с фильтром/без фильтра», «Зелёный свет», «Освещение приборов», «АЛСН. Белый огонь», «Жалюзи верхние», «Освещение кабины».
Средняя часть пульта перед машинистом представляет собой наклонную панель. Слева на ней расположены измерительные приборы, установленные в три ряда. В верхнем ряду находятся приборы: электротермометр «Вода 2-й секции», электротермометр «Масло дизеля», электротермометр «Вода дизеля». В среднем ряду — электроманометры «Масло 2-й секции» и «Масло 1-й секции». В нижнем ряду — амперметр «Заряд батареи», вольтметр «Напряжение генератора» и амперметр «Нагрузка генератора». Почти в центре панели находится главная рукоятка контроллера машиниста, выполненная в виде штурвала; слева от неё — гнездо для съёмной реверсивной рукоятки. Ниже штурвала расположены кнопка «Контрольный пункт» и ряд тумблеров: «Автоматика управления», «Жалюзи масла», «Жалюзи воды», «Вентилятор холодильника», «Прожектор тускло», «Прожектор ярко», «Прожектор передний/задний». Справа от штурвала контроллера машиниста расположены четыре сигнальные лампы «Дизель 2-й секции», «Сброс нагрузки 1-й секции», «Сброс нагрузки 2-й секции», «Бдительность». Правее ламп, сверху вниз, находятся три кнопки: «Пуск дизеля 1», «Пуск дизеля 2», «Бдительность».
На 2М62 первых выпусков применялись контроллеры машиниста КВ-1508. С 1977 года они были заменены на контроллеры КВ-1552, штурвал которых был выполнен в форме незамкнутого круга. Позже правой боковой стенке кабины рядом с машинистом появилась кнопка «Манёвры» (КМР), позволявшая без перемещения штурвала контроллера собирать схему тяги первой позиции.

#### Тележки

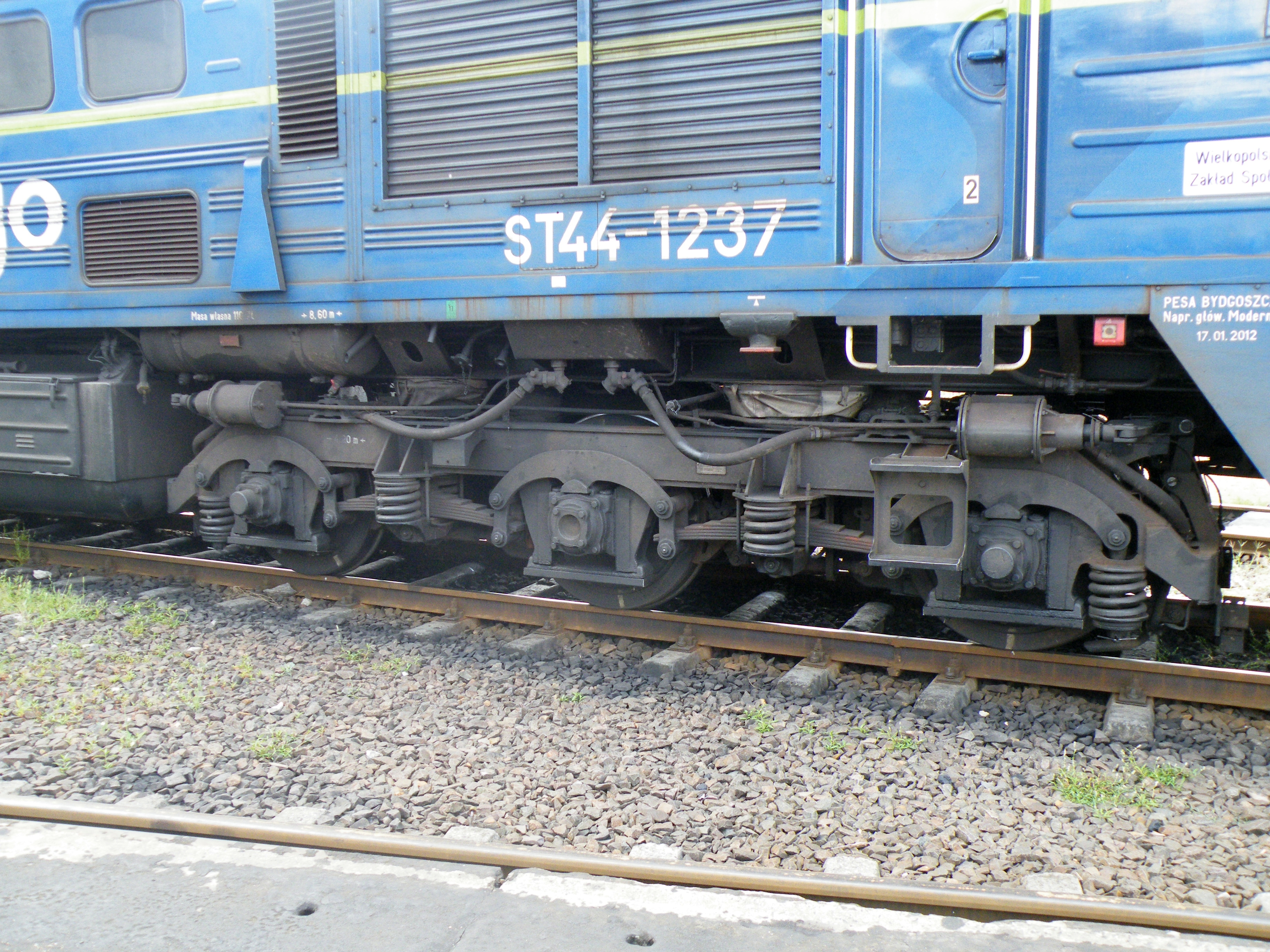
Челюстные тележки тепловоза ST44

Тележки тепловоза базовой модификации выполнены по типу тележек тепловозов серии ТЭ3. Буксы челюстные с цилиндрическими роликовыми подшипниками; диаметр колёс 1050 мм; передаточное число тягового редуктора 68 : 15 = 4,53. В отличие от тепловозов ТЭ3 и 2ТЭ10Л, тележки тепловоза М62 выполнены с комбинированными опорами скольжения и качения,  также в конструкции этих тележек имеются некоторые особенности, обеспечивающие возможность их изготовления с разной шириной колеи. Тележки тепловозов, поставляемых на экспорт, отличались количеством тормозных цилиндров (четыре штуки) и двухсторонним нажатием тормозных колодок.
Тяговое и тормозное усилия от тележек к кузову передавались через центральные шкворни. Статический прогиб рессорного подвешивания 77 мм. Тележки имеют челюстные буксы с цилиндрическими роликовыми подшипниками. Пружинные упоры для торцов осей колёсных пар предназначены для восприятия осевых сил. Редуктор тележки односторонний; модуль зубчатых колёс равен 10. До 1976 года передаточное число редуктора было 15:68=1:4,53, позже устанавливался редуктор с передаточным числом 17:75=1:4,412.
Как было указано выше, на один из тепловозов ST44 (с номером 1500) установили бесчелюстные тележки. Аналогичные тележки получили тепловозы ДМ62, а также тепловозы подсемейства М62У. Эти тележки имели одностороннее расположение ТЭД и двустороннее нажатие тормозных колодок.

### Силовая установка

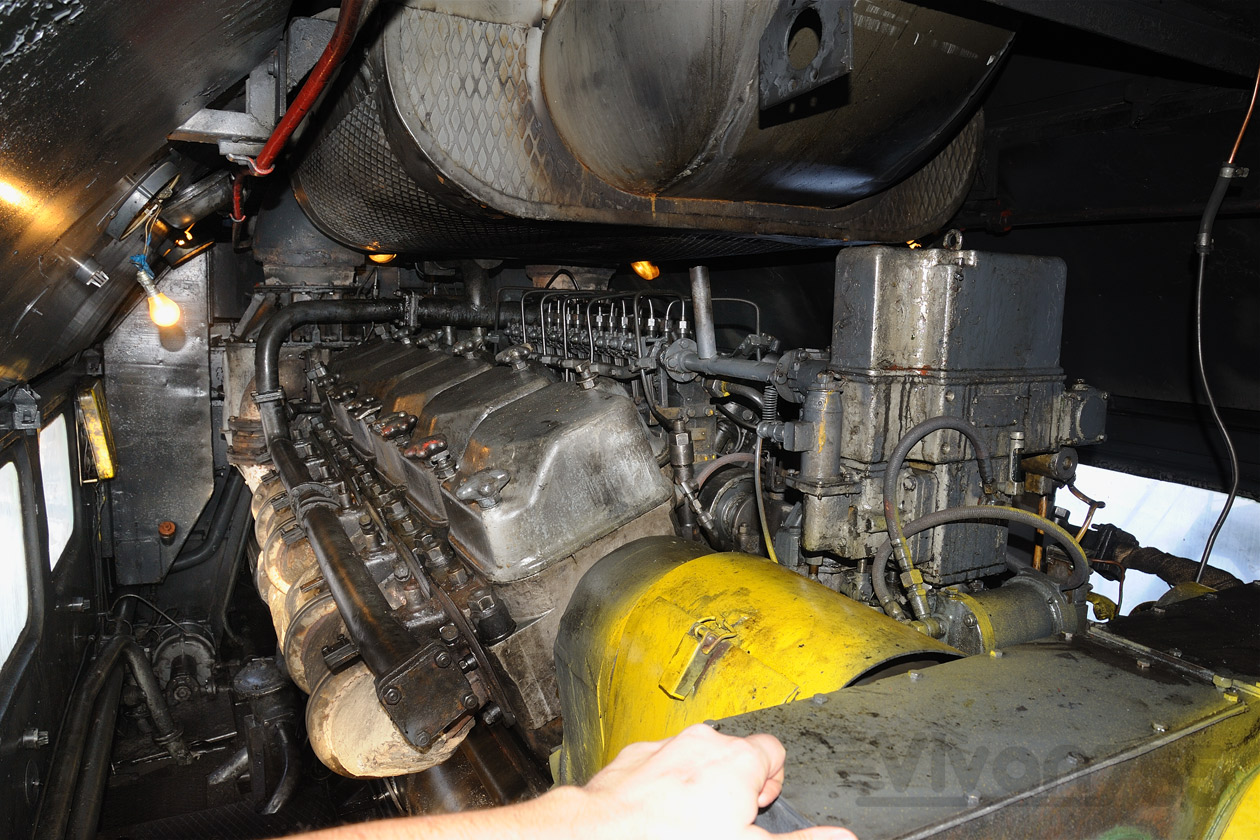
Дизельное помещение М62 с дизелем 14Д40

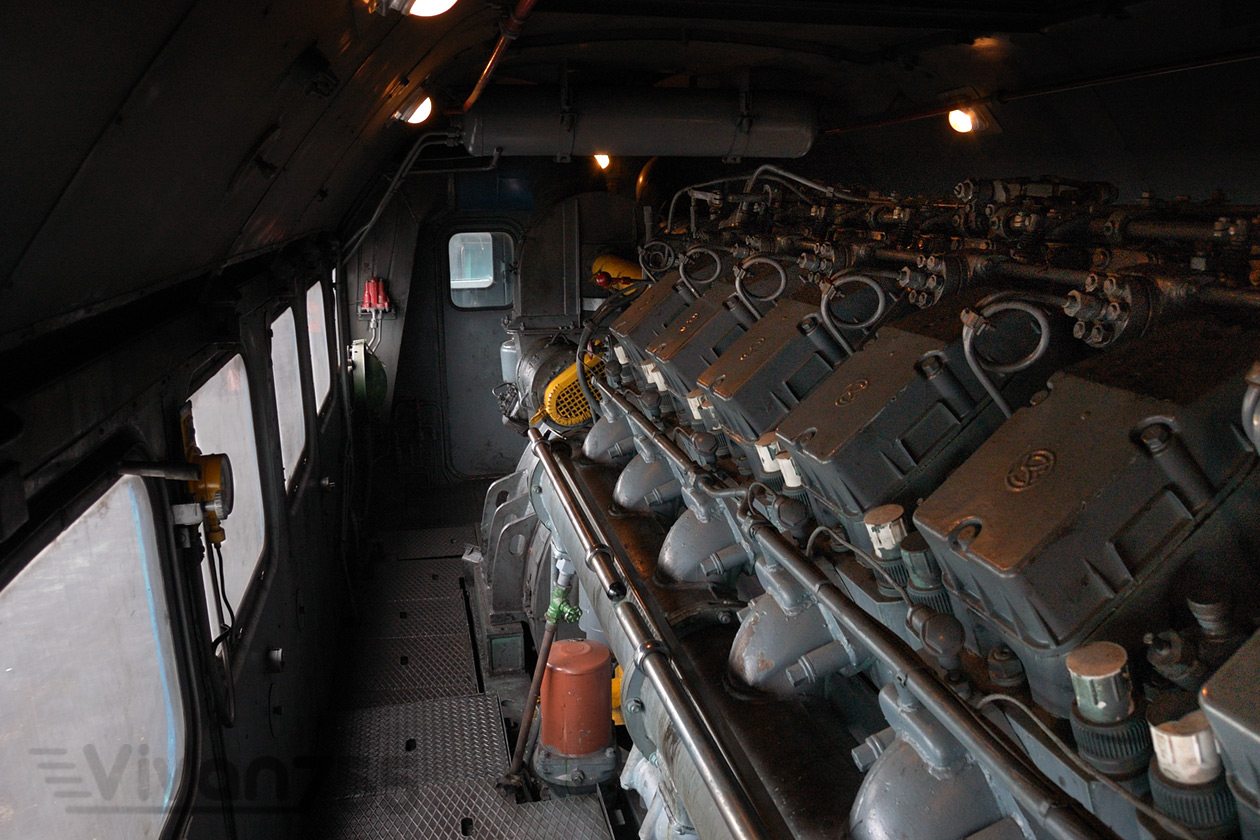
Дизельное помещение М62 с дизелем 2Д49

Силовая установка тепловоза М62 представляет собой дизель-генераторный агрегат типа 14ДГ, образованный дизелем типа 14Д40 и тяговым генератором ГП-312, установленными на общей раме.
На заводе на М62 устанавливался дизельный двигатель типа 14Д40 (12ДН23/30) производства Коломенского тепловозостроительного завода. Мощность для этой модели сопоставима с дизелем 2Д100 для тепловоза ТЭ3, но 14Д40 имеет меньшую массу и выигрывает по компактности.
Он представляет собой двухтактный, 12-цилиндровый, V-образный (угол развала цилиндров 45°) дизельный двигатель с водяным охлаждением, клапанно-щелевой продувкой, приводным нагнетателем и турбонаддувом.
Система подачи воздуха в цилиндры двигателя включает две ступени. Первая ступень образована двумя турбокомпрессорами, приводимыми в действие выхлопными газами. Во второй ступени использован объёмный нагнетатель, приводимый в действие коленчатым валом дизеля.
В системе охлаждения (открытого типа) дизеля имеется два контура циркуляции воды, один из которых предназначен для охлаждения самого двигателя, а второй — для охлаждения масла в теплообменнике. В холодильной камере размещён осевой вентилятор, через редуктор и гидромуфту соединённый с валом дизеля.
Основные параметры дизельного двигателя 14Д40:
- номинальная мощность (при частоте вращения 750 об/мин) — 2000 л.с.;
- объёмом цилиндров — 150,6 литра;
- диаметр цилиндра — 230 мм;
- ход поршня — 300 (304,3) мм;
- масса сухого дизеля — 10 т;
- масса дизеля с поддизельной рамой и соединительной муфтой — 12,5 т.

На тепловозы 2М62 устанавливался дизель-генераторный агрегат типа 14ДГУ2, в который входили дизельный двигатель типа 14Д40У2 (12ДН23/30) и тяговый генератор ГП-312У2. По сравнению с односекционным исполнением, здесь внедрили изменённую систему аварийного питания дизеля топливом (вместо клапана аварийного питания установили бак). Кроме того, на 2М62 (кроме локомотивов с номерами от 0002 до 0008 включительно) устанавливались полнопоточные фильтры тонкой очистки масла. С 1982 года на этой версии вместо терморегуляторов с церезиновыми элементами и микропереключателей были применены пневматические приборы и датчики-реле.
На тепловозах подсемейства М62У в масляном трубопроводе к центрифуге и в водяном трубопроводе на охлаждение выпускных патрубков ставились бездюритовые соединения. Также применён малогабаритный глушитель шума выхлопа.

#### Масляная система
Масляная система обеспечивает смазку трущихся частей дизеля и их охлаждение, работу гидравлического привода вентилятора камеры охлаждения и смазку ряда вспомогательных механизмов. Для обеспечения циркуляции масла в масляной системе предусмотрен шестеренчатый масляный насос с внешним зацеплением. Он работает постоянно при работающем дизеле. Масляный насос приводится во вращение от коленчатого вала дизеля через редуктор и установлен на стороне дизеля, противоположной генератору.
Масляный насос засасывает масло из картера дизеля, где находится основной объём масла. При этом масло через масляный насос поступает по трубопроводу в водомасляный теплообменник. В теплообменнике масло, нагревшееся в дизеле, охлаждается. Из теплообменника охлажденное масло через сетчатый фильтр грубой очистки масла поступает обратно в дизель, в его масляный коллектор. Смазав трущиеся детали дизеля, масло сливается в картер дизеля. Часть масла из масляного насоса через подпорный клапан поступает в центробежный фильтр тонкой очистки масла. Оттуда очищенное масло в обход теплообменника и дизеля поступает сразу в картер дизеля. При давлении масла ниже 2,5 атмосфер подпорный клапан не пропускает масло к фильтру тонкой очистки.
Для защиты масляной системы дизеля от недопустимого повышения давления масла после масляного насоса установлен предохранительный клапан. При давлении масла более 10 атм клапан открывается, пропуская масло из насоса сразу в картер дизеля, что снижает давление масла. Для поддержания давления масла в дизеле не более 6,2 атм после фильтра грубой очистки установлен перепускной клапан. При повышении давления масла перед дизелем выше 6,2 атм этот клапан открывается, пропуская часть масла в обход дизеля — в его картер.
Масляный насос работает одновременно с дизелем. Поэтому после длительной остановки дизеля в подшипниках дизеля из-за недостатка масла возникает полусухое трение. Чтобы избежать этого трения, при запуске дизеля перед раскруткой коленчатого вала предусмотрена прокачка дизеля маслом с помощью отдельного шестеренного маслопрокачивающего насоса, работающего от электродвигателя. Данный насос забирает масло из картера дизеля, после чего через обратный клапан нагнетает масло в масляный коллектор дизеля. В момент начала раскрутки коленчатого вала маслопрокачивающий насос выключается, а циркуляцию масла начинает осуществлять главный масляный насос.
Часть охлаждённого масла после фильтра грубой очистки поступает к вспомогательным механизмам:
- через редукционный клапан, понижающий давление масла до 0,3—0,7 атм — на смазку заднего распределительного редуктора и редуктора гидропривода
- через предохранительный клапан — к сервомотору гидромуфты вентилятора камеры охлаждения
- через тот же предохранительный клапан и терморегулятор — в гидромуфту вентилятора камеры охлаждения. Предохранительный клапан пропускает масло к гидроприводам вентилятора, если давление масла выше 0,7 атм.

Пройдя эти механизмы, масло также возвращается в картер дизеля, откуда через главный масляный насос поступает в водомасляный теплообменник. При необходимости эти механизмы можно отключить вентилями от основной маслосистемы.
Измерение давления масла до и после фильтра грубой очистки, давления масла заднего распределительного редуктора и редуктора гидропривода и давления масла в гидромуфте вентилятора осуществляется четырьмя манометрами, установленными в дизельном помещении. Для информирования машиниста о температуре давлении масла на входе в дизель на масляном коллекторе дизеля установлены два датчика давления и два датчика температуры масла. Электрические сигналы от датчиков поступают на электроманометры и электротермометры, установленные в кабинах машиниста.
Контроль за давлением масла со стороны системы управления тепловозом осуществляется с помощью реле давления масла, которое контролирует давление масла в масляном коллекторе дизеля. При понижении давлени масла оно обеспечивает снятие нагрузки с дизеля либо остановку дизеля. Контроль за температурой масла со стороны системы управления тепловозом осуществляется с помощью термореле масла, которое контролирует температуру охлаждённого масла на выходе из теплообменника. Если эта температура превысит 70—75 градусов Цельсия, термореле масла снимет нагрузку с генератора, а значит, и с дизеля.

### Электрооборудование
Передача базового М62 — электрическая постоянного тока, имеет один тяговый генератор и шесть тяговых электродвигателей (ТЭД). Электрические машины тепловоза (тяговый генератор, ТЭД, возбудитель, вспомогательный генератор, синхронный подвозбудитель) изготовлены харьковским заводом «Электротяжмаш».
ТЭД типа ЭД-107 заимствован из конструкции тепловоза ТЭ3 (как и вспомогательные электрические машины, аккумуляторные батареи и ещё ряд узлов). Каскадная аппаратная схема возбуждения тягового генератора с магнитным усилителем аналогична применявшейся на тепловозах 2ТЭ10Л с номера 003. Позже на тепловоз стали устанавливать несколько доработанный ТЭД типа ЭД-107А. В режиме работы на М62 эти ТЭД имели номинальную мощность 193 кВт (напряжение 355 В при токе 595 А). Максимальное напряжение 570 В при токе 372 А. Масса одного ТЭД составляет 3100 кг. Электрическая схема предусматривает две ступени ослабленного возбуждения ТЭД (60 % и 37 %). В 1974 году на М62 завод стал устанавливать ТЭД типа ЭД-118А с аналогичными параметрами. .
Тяговый генератор типа ГП-312 — десятиполюсный, постоянного тока с независимым возбуждением и принудительной вентиляцией. Конструктивно он близок к тяговому генератору ГП-307 тепловоза серии ТЭ3Л. Номинальная мощность генератора 1270 кВт (напряжение 356 В при токе 3570 А); максимальное напряжение 570 В (при токе 2230 А); номинальная частота вращения 750 об/мин; масса 7400 кг.
Для возбуждения главного генератора используется отдельный генератор постоянного тока — возбудитель типа В-600. Возбудитель и вспомогательный генератор типа ВГТ-275/120 объединены в один двухмашинный агрегат А-706А. От агрегата А-706Б тепловозов 2ТЭ10Л он отличается тем, что свободный конец его вала находится со стороны возбудителя, а не вспомогательного генератора. Мощность возбудителя 20,6 кВт; напряжение 165 В; ток 125 А. Номинальная частота вращения якорей возбудителя и вспомогательного генератора 1800 об/мин. Вспомогательный генератор имеет мощность 12 кВт (напряжение 75 В при токе 160 А). Масса двухмашинного агрегата 660 кг.
В состав электрической передачи тепловоза также входят: синхронный генератор однофазного переменного тока — синхронный подвозбудитель типа ГС-500 и тахогенератор типа ТГ-83/35. Эти две машины также объединены в один двухмашинный агрегат (в данном случае А-705А), приводимый во вращение от дизеля. Мощность подвозбудителя 1,1 кВт (напряжение 110 В; ток 10 А); частота тока 133 Гц (при частоте вращения якоря 4000 об/мин). Мощность тахогенератора 0,12 кВт. До тепловозов М62 двухмашинный агрегат типа А-705А устанавливали на тепловозы 2ТЭ10Л. С 1971 года вместо подвозбудителя типа ГС-500 стали устанавливать синхронные подвозбудители типа ВС-652 с номинальной мощностью 550 кВт (напряжение 110 В; ток 10 А; коэффициент мощности 0,5) с аналогичными параметрами по частоте тока. Масса ВС-652 составляет 68 кг.
Низковольтные цепи тепловоза питаются постоянным током напряжением 75 В от вспомогательного генератора типа ВГТ-275/120 (из состава двухмашинного агрегата А-706А, см. выше). Автоматическое поддержание напряжения 75 В на генераторе осуществляется регулятором напряжения типа ТРН1. При остановленном дизеле или неисправном вспомогательном генераторе низковольтные цепи питаются от кислотной аккумуляторной батареи (АКБ) типа 32ТН-450. Эта же батарея используется для запуска дизеля. Ёмкость АКБ составляет 450 Ач, номинальное напряжение 64 В.
Электрическая схема тепловоза 2М62 имеет некоторые отличия от описанной выше. К примеру, предусмотрено параллельное соединение АКБ обеих секций тепловоза при пуске дизеля любой из них (применены контакторы Д3), применены новые электроаппараты (в том числе бесконтактный регулятор напряжения БРН-3В вместо ТРН-1) и тому подобное. С 1979 года на этот тепловоз стали устанавливать малогабаритные реле типа ТРПУ-1 (вместо громоздких реле управления Р-45М).
На подсемействе М62У внедрили ещё ряд усовершенствований. К примеру, появилась возможность постоянной работы в три секции (реализовано в 3М62У); внедрён автоматический пуск дизеля (с установкой реле времени РВ2 и реле РУ6); внедрили режим автономного холостого хода для дизеля любой секции (с установкой реле РУ12 и РУ13); в схеме тягового режима установили дополнительное промежуточное реле защиты РУ2, которое вместе с реле времени РВ3 и слаботочными контактами большинства реле защиты выделено в отдельную электрическую цепь. Появились новые автоматы защиты, изменена нумерация многих проводов и тому подобное. Применили унифицированные межсекционные соединения (также называемые жоксами).

### Тормозное оборудование
На М62 предусмотрели две тормозные системы: ручную и пневматическую. В ручной системе задействованы только две оси, в то время как пневматическая воздействует сразу на все шесть осей. На каждой тележке устанавливалось по четыре тормозных цилиндра диаметром 10 дюймов. Для управления пневматической системой изначально ставили кран машиниста усл. № 222, далее усл. № 394. Использованы воздухораспределители усл. № 270-002.
На тепловозе 2М62 в схему тормозного оборудования добавлен сигнализатор обрыва тормозной магистрали (пневмоэлектрический датчик усл. № 418) . С 1977 года в его систему встроено устройство синхронизации, предназначенное для синхронного управления тормозными механизмами в сдвоенных поездах. В 1985 году сюда добавилась доработка, позволявшая включать торможение локомотива при саморасцепе секций (или нарушении целостности межсекционных рукавов). Для этого внедрили блокировочные и переключательные клапаны. Также на каждой секции стали устанавливать устройство блокировки тормозов (усл. № 367), реле давления (повторитель усл. № 304) и питательный резервуар.
На подсемействе М62У применены унифицированные главные резервуары объёмом 250 л (вместо 222 л), на каждой секции устанавливали по два реле давления (усл. № 404).

## Модернизации
Тепловозы семейства М62, исчерпавшие моторесурс ДГУ, модернизируются. В большинстве случаев двухтактный дизель 14Д40 (12ДН23/30) заменяется на четырёхтактный 2Д49 (12ЧН26/26) мощностью 2000 л. с. (в составе ДГУ типа 5-26ДГ).
Тепловозы с Д49 легко распознать по воздушному фильтру, выступающему «поперечным горбом» на крыше, и другой выхлопной трубе. Иногда им присваивали новую серию: М62К (в Литве и недавно в Белоруссии), 2М62К (Россия и Белоруссия, Литва), 2М62УК (Россия и Белоруссия), 2М62УР (Латвия).
В Венгрии и Литве некоторые тепловозы при капитальном ремонте (КР) и модернизации получили дизели Caterpillar, более мощные, чем стоявшие ранее 14Д40. Таким тепловозам присвоены новые серии 2М62УС или 2М62М (Литва; не следует путать с 2М62М для Монголии).
В Северной Корее часть тепловозов серии М62 переделали в электровозы. Также в Азербайджане 2М62-0158 был переделан в электровоз с использованием электрооборудования от ВЛ8М. В 2017 году компания VIS Systems по заказу Rail Polska модернизировала в электровоз 207E-001 секцию тепловоза 2М62У-1006.

## Ремонтные заводы
- Полтавский тепловозоремонтный завод (Украина)
- Мичуринский локомотиворемонтный завод
- Уссурийский локомотиворемонтный завод
- Минский локомотиворемонтный завод[источник не указан 1112 дней] (Белоруссия)
- Познанский локомотиворемонтный завод (Польша)
- Даугавпилсский локомотиворемонтный завод (Латвия)

## Прозвища тепловоза
- «Машка» — самое распространённое прозвище в СССР и постсоветских странах.
  - «Военная Машка» или «Демобилизованная Машка» — ДМ62.
- «Маруська» — на Белорусской железной дороге, а также на железных дорогах Украины.
- «Мунька» — в Латвии.
- «Муха» — на Дальнем Востоке, а также на Белорусской железной дороге.
- «Малышка» — в Латвии и Литве.
- «Мопед».
- «Сергей» — в Венгрии и Чехословакии.
- В ГДР на Deutsche Reichsbahn тепловоз назывался Taiga Trommel («Таёжный барабан», из-за шума, который производил тепловоз ввиду отсутствия глушителя в первой серии поставок).
- «Гагарин» — в Польше.

## Культурные аспекты

### Кино и видео
В съёмках фильма «Поезд вне расписания» принимали участие тепловозы М62-1255 и М62-1259.

## Галерея

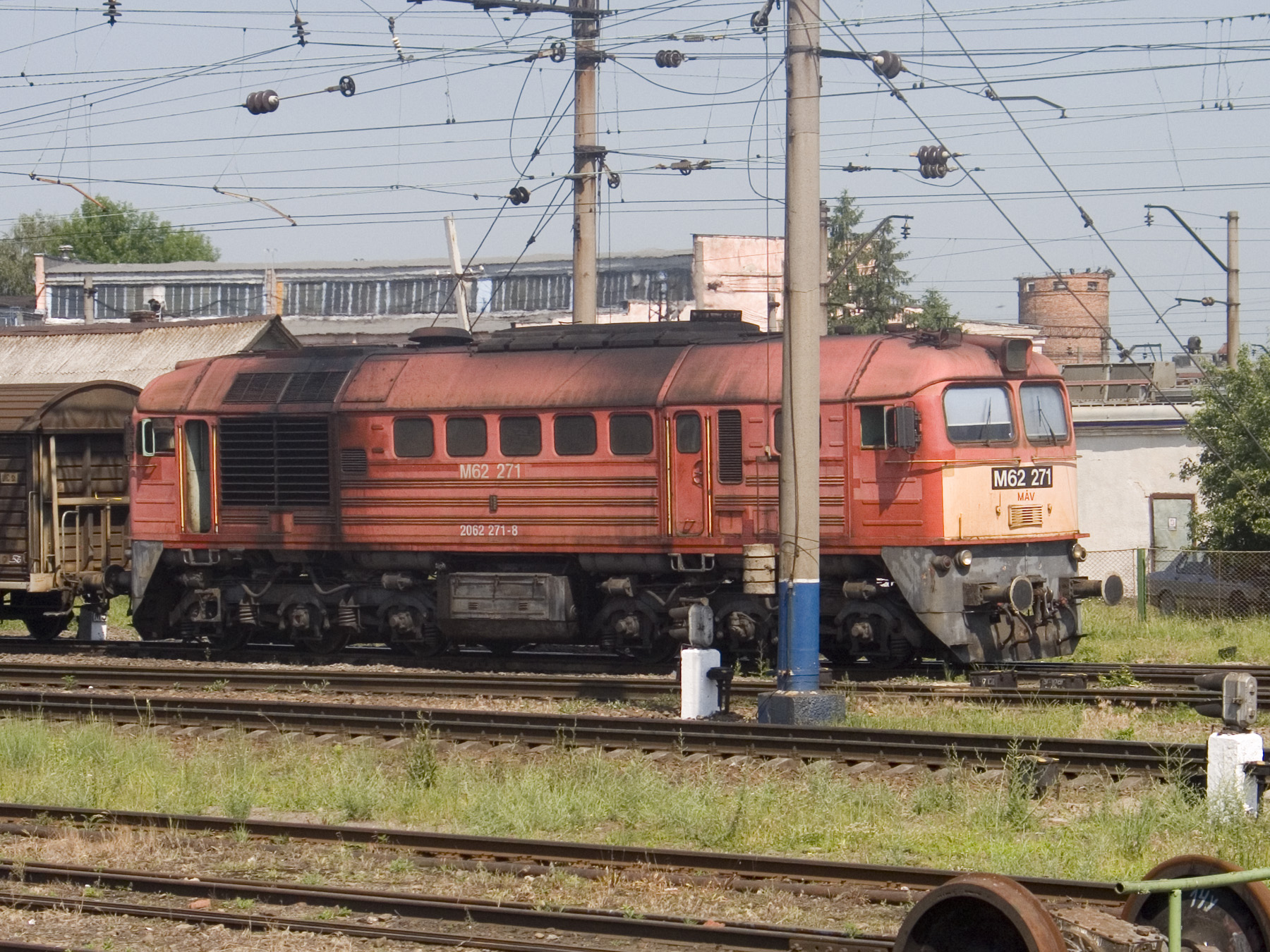
Венгерский M62 271 на станции Чоп, Украина
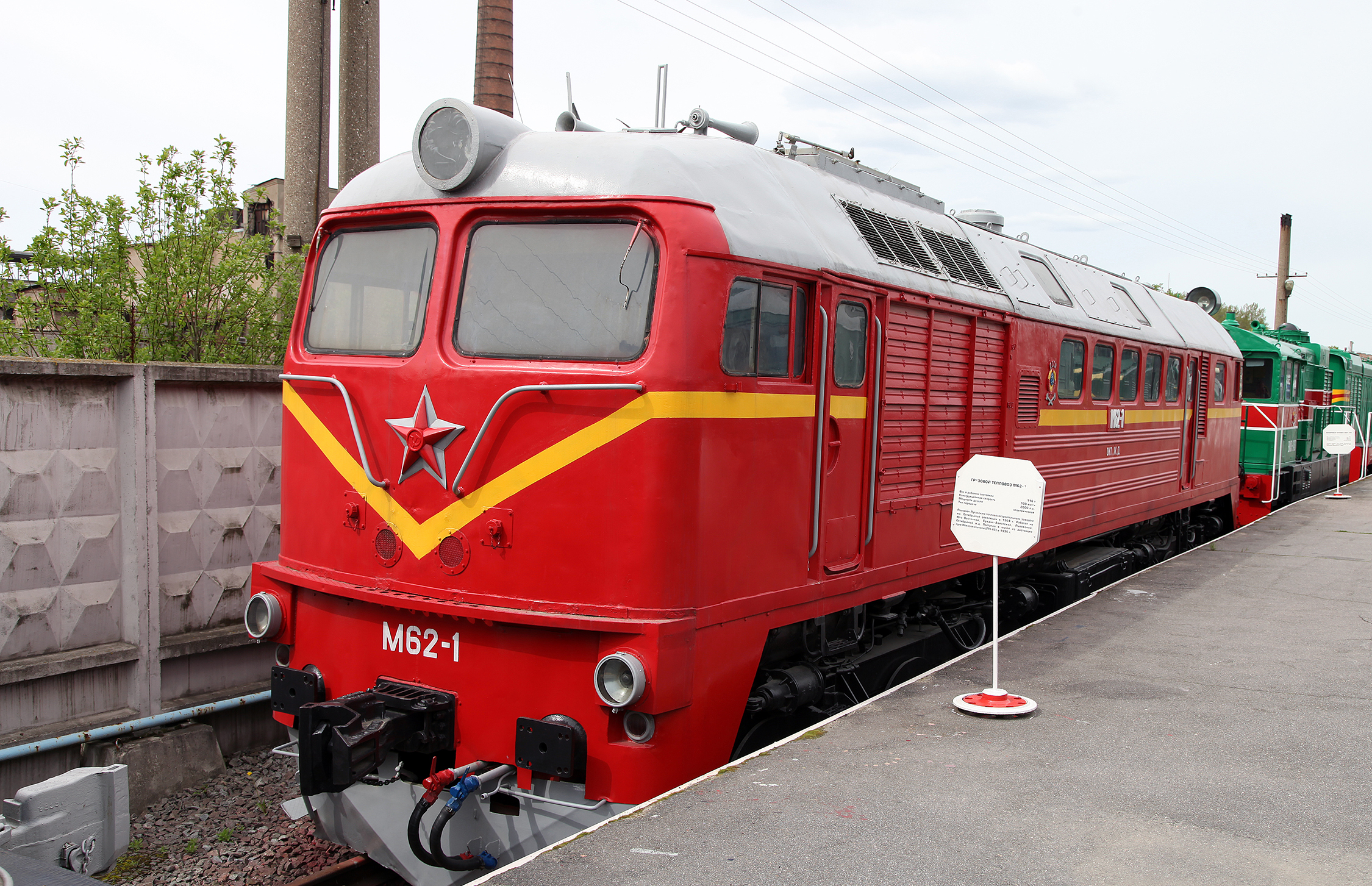
М62-1 в ЖД-музее на Варшавском вокзале Санкт-Петербурга
- Тепловозы 2М62 и 2М62У на МЖД
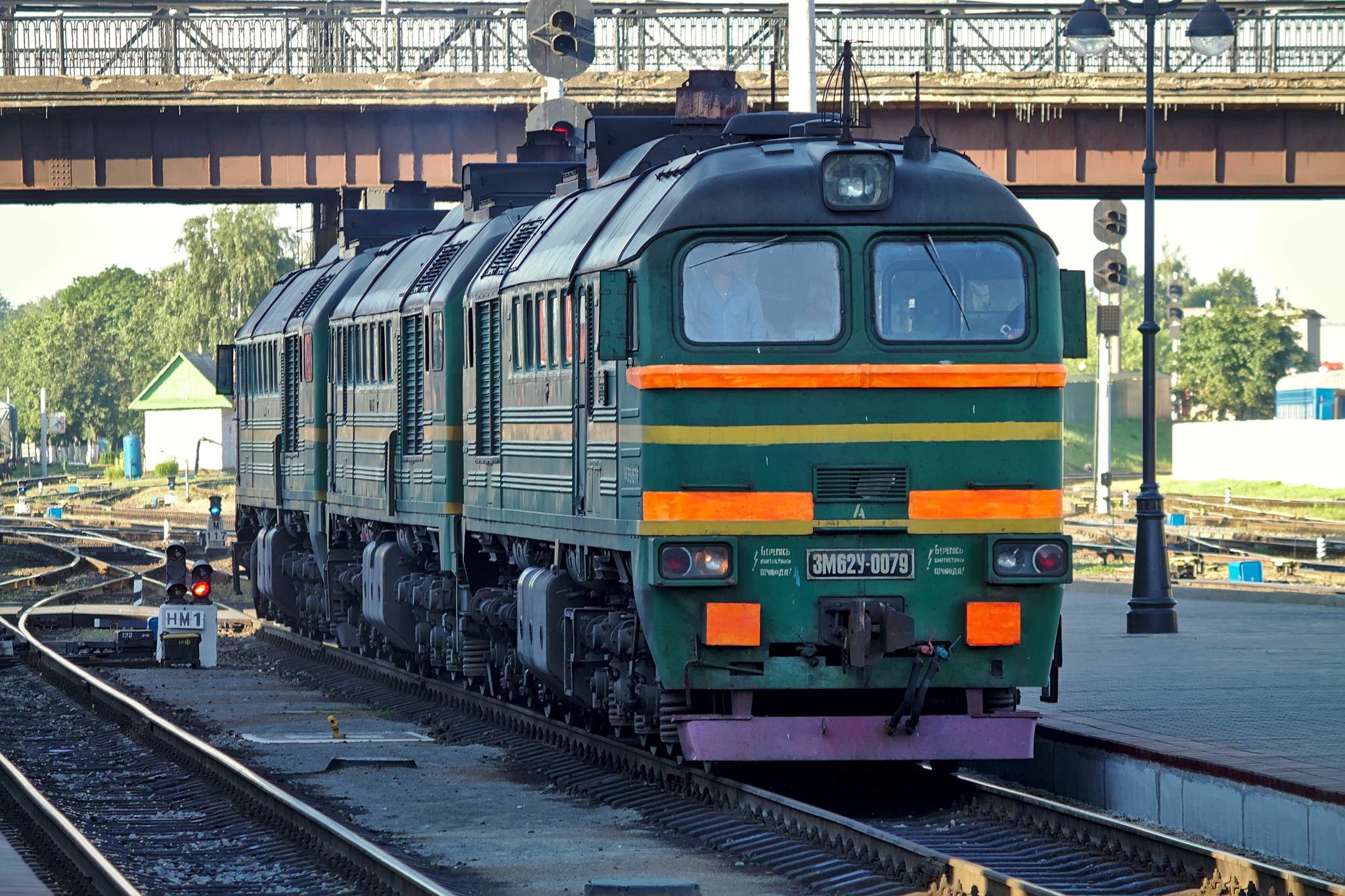
Тепловоз 3М62У-0079
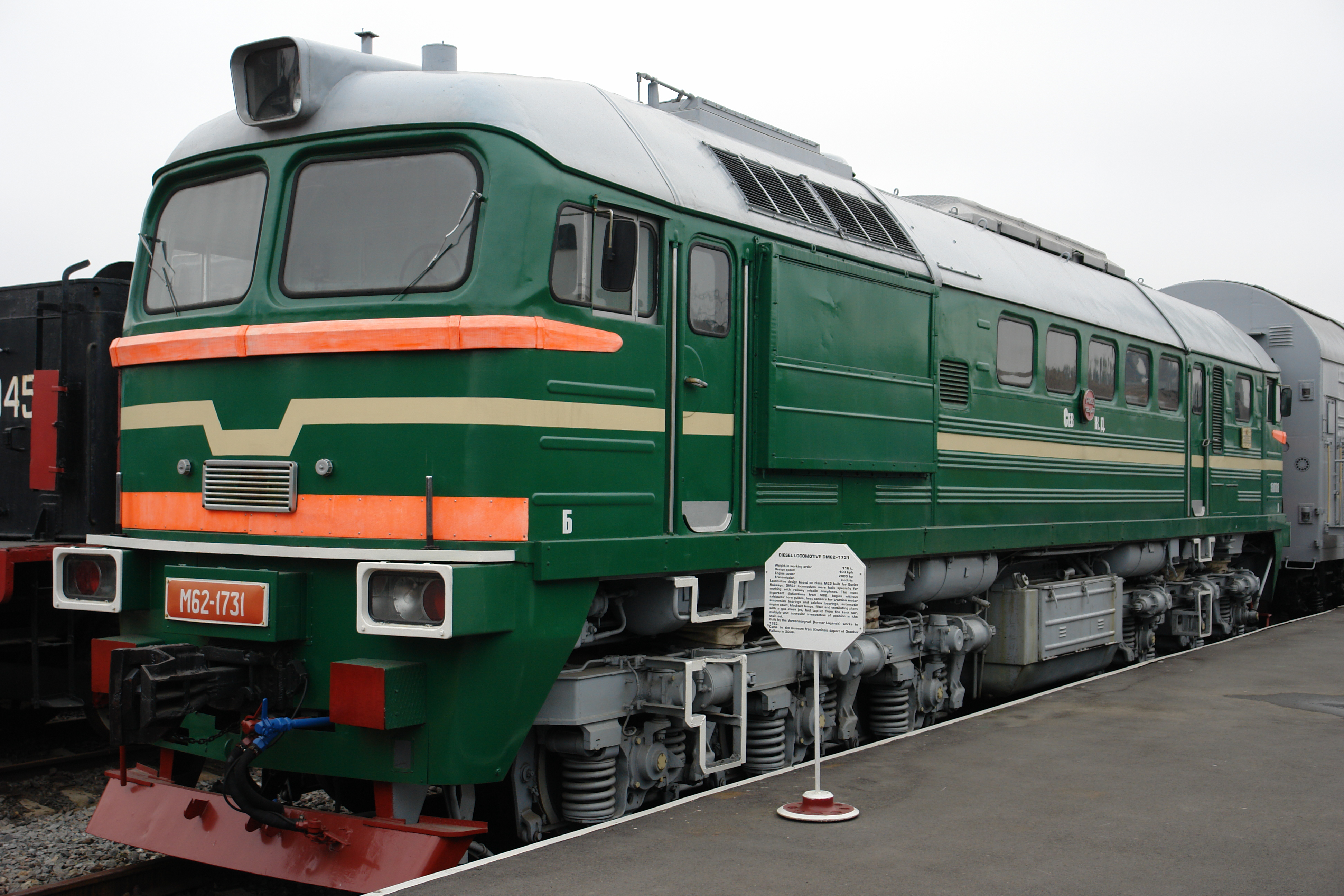
ДМ62-1731 в музее железнодорожной техники в Санкт-Петербурге
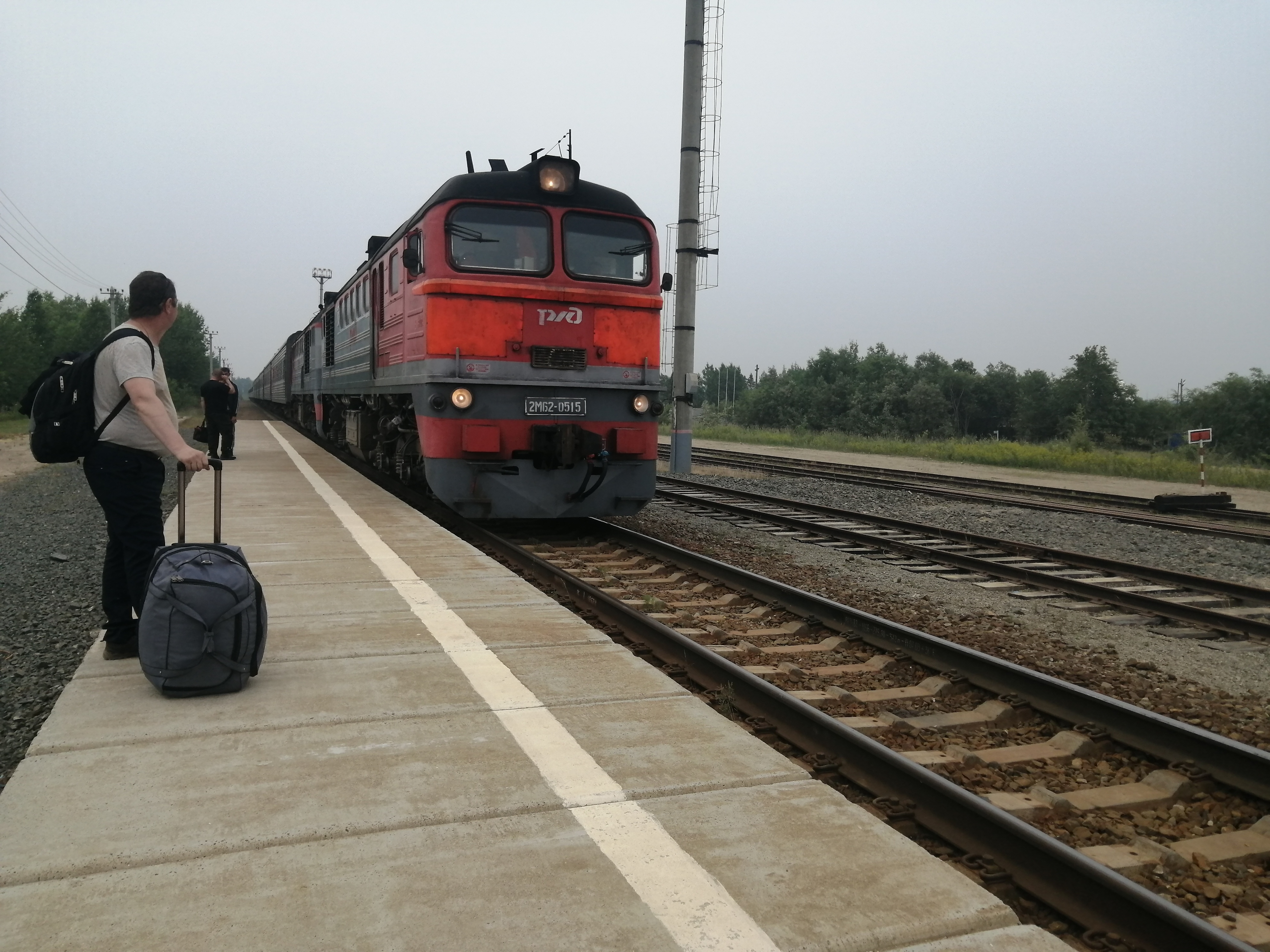
Пассажирский поезд Ноглики — Южно-Сахалинск прибывает на станцию Ныш. Тепловоз 2М62-0515
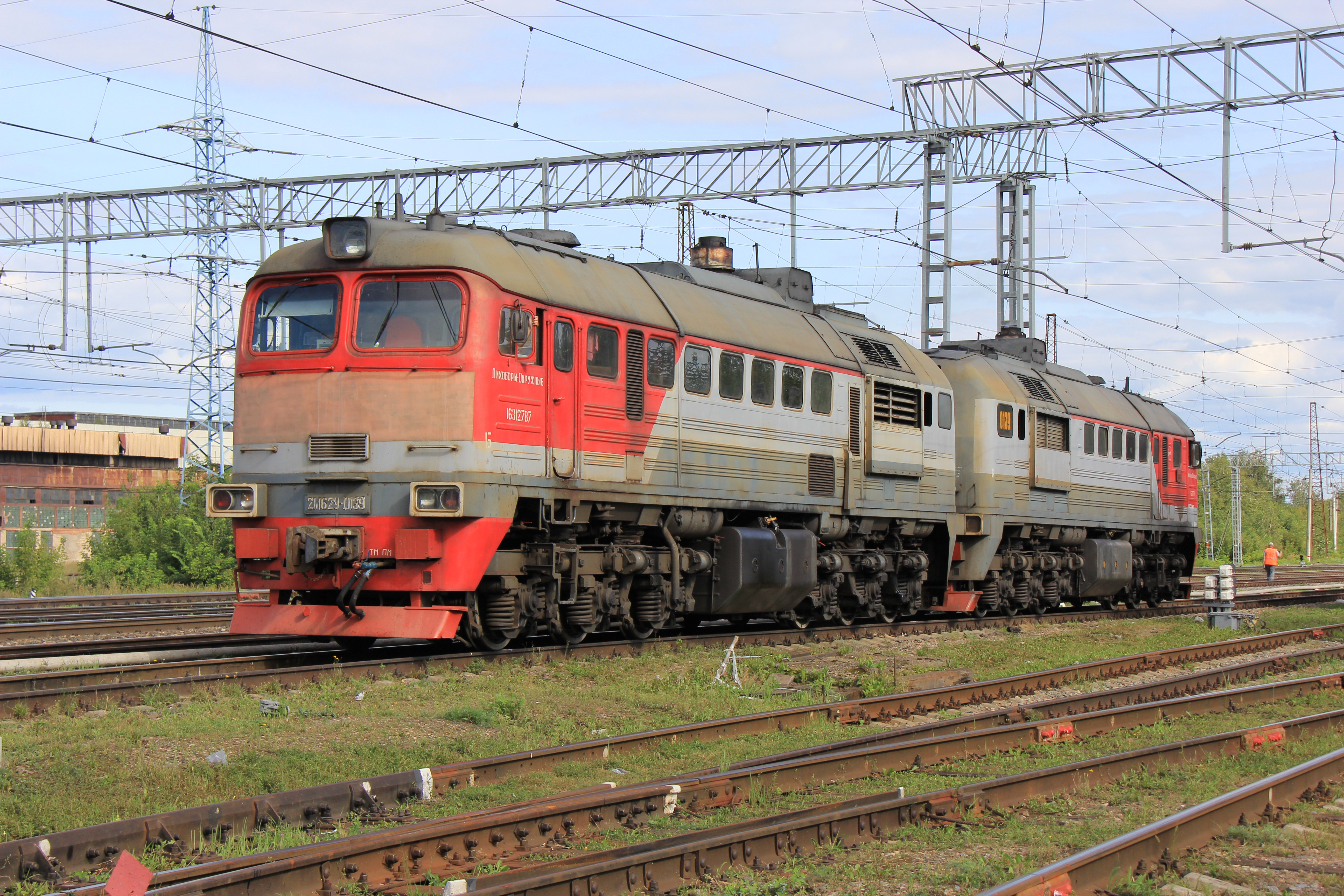
Тепловоз 2М62У на станции Голутвин
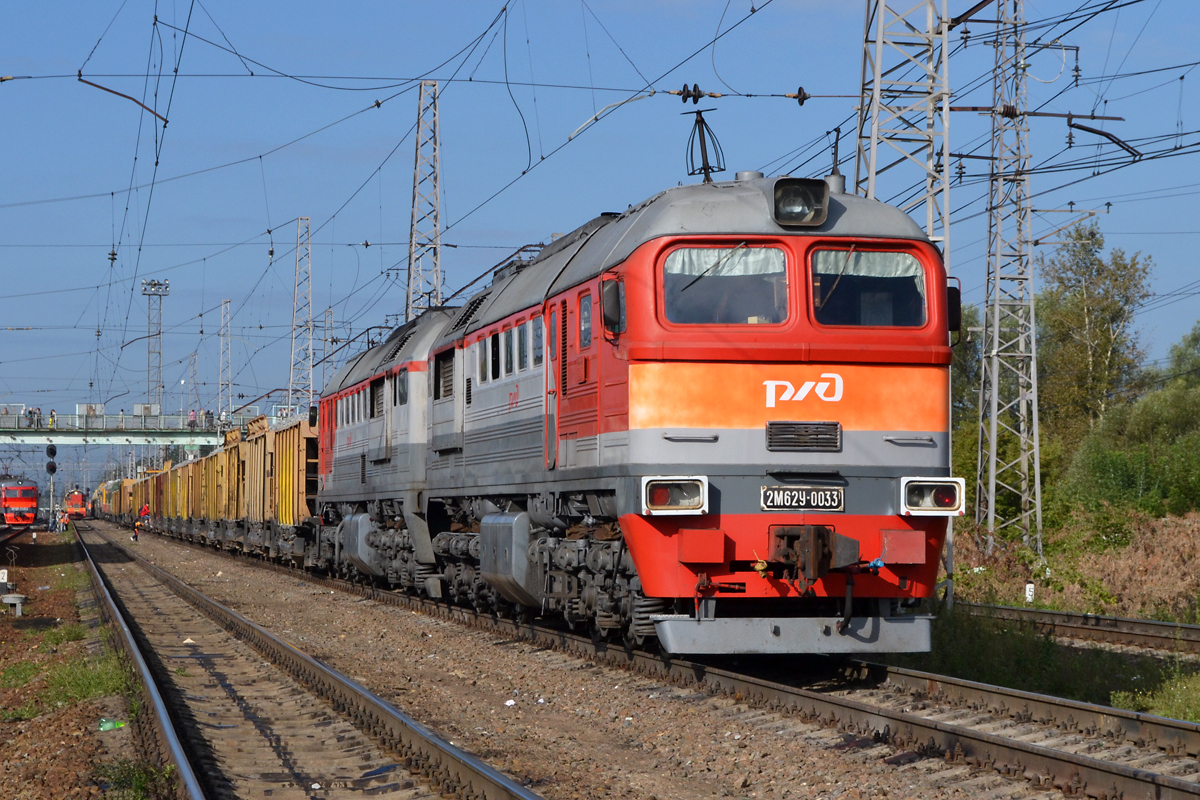
2М62У-0033 с хозяйственным поездом на станции Кубинка-1

### Комментарии
1. 1 2  До введения ГОСТ 9238—83 данный габарит имел обозначение 02-Т.
2. 1 2  Приведено для значения метрической лошадиной силы.
3. 1 2  С 1976 года передаточное число изменилось на 4,41.
4. ↑  Сведения о предприятиях ГДР взяты из немецкой версии настоящей статьи.
5. ↑  Соответствует массе полностью экипированного тепловоза.